# Антифашистички фронт жена
Антифашистички фронт жена (скраћено: АФЖ; мкд. Антифашистичкиот фронт на жените; словен. Antifašistična fronta žensk) био је масовна женска друштвено–политичка организација, која је радила на окупљању и организовању жена Југославије и њиховом укључивању у Народноослободилачки покрет (НОП), у циљу још ефикације борбе против окупатора, као и политичког и просветног васпитавања жена.
Основан је у току Народноослободилачког рата (НОР) 6. децембра 1942. у Босанском Петровцу, када је ујединио све до тада постојеће антифашистичке организације жена. Представљао је јединствену женску организацију у историји левих покрета, због масовности и размера хуманитарног, пропагандног, образовног и политичког деловања међу женама у тешким ратним условима. Уз Уједињени савез антифашистичке омладине (УСАОЈ), био је један од најважнијих фактора у оквиру Народноослободилачког покрета, као и борби за његово омасовљење и ангажовање свих друштвених група у борбу за ослобођење. Активности АФЖ концентрисане су на организовање жена и пружање помоћи јединицама Народноослободилачке војске (НОВЈ) и органима народне власти у организовању позадине, учешћу у оружаним и диверзантским акцијама, организовању бриге о деци, развијању братства и јединства међу женама, културно-просветном уздизању и еманципацији жена и др.
Након ослобођења Југославије, у оквиру Народног фронта Југославије, активно се укључио у послове обнове и изградње земље, чинећи да жене предњаче својим волонтерским залагањем и изузетним напорима око еманипације свих друштвених субјеката. У овом периоду, АФЖ је радио на успостављању новог живота жене у социјалистичком друштву, предводио је социјалну политику Југославије и наставио са образовним радом. Одбори АФЖ постигли су посебан успех у социјалном збрињавању деце без родитеља, описмењавању, просвећивању и другим конкретним акцијама. У току посојања одржана су четири конгреса АФЖ, а његове председнице биле су Ката Пејновић, Спасенија Бабовић и Вида Томшич.
Сматрајући да је јачањем народне демократије и женске равноправности сазрео тренутак да питање еманципације жена преузме друштво у целини, односно Социјалистички савез радног народа (ССРН), Антифашистички фронт жена је на свом Четвртом конгресу, 28. септембра 1953. реорганизован у Савез женских друштава Југославије (СЖД). Ова организација је 21. априла 1961. преименована у Конференцију за друштвену активност жена, чије је деловање било усмерено на окупљање и учествовање жена у јавном и политичком животу, али са фокусом на побољшање социјалне и здравствене заштите. Распадом Савеза комуниста, 1990. дошло до распада ове друштвено-политичке организације.
Жене Југославије дале су велики допринос победи у Народноослободилачком рату, а у редовима партизанских јединица борило се око 100.000 жена, од чега је њих 25.000 погинуло, а 40.000 рањено. Око 25.000 жена постале су официри НОВЈ, 3.344 жена је добило Партизанску споменицу 1941, а 91 је одликована Орденом народног хероја. Учешћем у радничком и женском покрету пре рата, као и у Народноослободилачком покрету у току Другог светског рата жене Југославије избориле су се за равноправан статус у друштву и право гласа. За велики допринос жена у рату Антифашистички фронт жена је 29. јануара 1945. одликован Орденом народног ослобођења.

## Предратно стање
Положај жена на Балкану почетком 20. века био је карактеристичан по њиховој подређеној улози у патријархалном друштву. Жене су биле потискиване из јавног живота, у културном погледу заостале, великим процентом неписмене, а обичаји су их одвајали од друштвених активности јер се сматрало да је жени место у кући. Како је Краљевина Југославија била претежно аграрна земља, сељанке су чиниле најборојнији слој друштва, међу женама. Услед масовног страдања мушкараца у Првом светском рату, јавио се недостатак радне снаге што је изазвало укључивање жена у производњу уместо мушкараца. Како су оне биле већином неписмене и слабо обучене, њихове наднице су биле много мање од надница мушкараца (око 50%), што је знатно појачало осећај експлоатације и неравноправности жена. У највећем броју, запошљавале су се у текстилној индустрији, конфекцији, дуванској индустрији и др. Ступањем у радне односе, школовањем и описмењавањем жене су почеле да се боре за свој друштвени положај, али су у области политичког живота остале дискриминисане, јер нису имале бирачко право, које је било резервисано само за мушко становништво.
Од свог настанка Комунистичка партија Југославије (КПЈ) приступила је женском питању са становишта марксизма-лењинизма према коме је ропски положај жене био везан за постојање приватног власништва (капитализам) и једини пут који је по њима водио ка равноправности био је револуционарни пут борбе против класног друштва. КПЈ се отворено залагала за друштвену и политичку еманципацију жена и за увођење општег права гласа, које би обухватило и жене. Упоредо са Конгресом уједињења, који је одржан од 20. до 23. априла 1919. у Београду и на коме је формирана СРПЈ(к), одржана је 20. априла Конференција жена социјалиста (комуниста) на којој је извршено уједињење свих женских социјалистичких покрета у јединствени Женски социјалистички покрет Југославије. На Конференцији је изабран Централни секретеријат жена социјалиста, чији је секретар била Драга Стефановић и усвојен Статут жена социјалиста (комуниста). Након забране рада, децембра 1920. КП Југославије је прешла на илегални начин деловања, али су наредни период њеног рада обележили сукоби леве и десне фракције, па је услед ових околности мало пажње посвећивано женском питању.
Како се у периоду од 1920. до 1925. број запослених жена повећао за 95%, нагло је порасло њихово учешће у радничком и синдикалном покрету, као и учешће у штрајковима против скупоће, беспослице, за решење стамбеног питања и др. На Четвртом конгресу КПЈ одржаном октобра 1928. у Дрездену, усвојена је Резолуција о женском питању и заузет став да треба активније политички радити са женама, па је при Централном комитету КПЈ формирана Комисија за рад међу женама, на челу са Милином Поп Ивановом. У годинама велике економске кризе (1930—1933) положај жена радница постао је још тежи, што је допринело активирању жена у различитим радничким и студентским акцијама, којима је руководила тада илегална КПЈ. Оне су се укључиле у борбу за демократска права, против националног угњетавања, против фашизма и рата, за побољшање економског положаја радног народа и др. У овој борби многе жене су хапшене и малтретиране од стране полиције, а неколико њих је и страдало, међу којима су Божана Вучинић и Боса Милићевић.
На Седмом конгресу Коминтерне, одржаном 1935. у Москви, покренуто је питање ширег ангажовања жена залагањем за женске интересе и њиховим увођењем у јединствени фронт против рата и фашизма. Након овога долази до масивнијег ангажовања КПЈ у раду са женама, посебно кроз синдикате, студентске и женске организације. Чланице КПЈ су по директивама у свим крајевима Југославије користиле већ постојећа женска друштва за рад међу женама и оснивале нова друштва, стварале женске секције у разним друштвеним организацијама и синдикатима. Деловањем у Уједињеном радничком синдикалном савезу (УРСС), а посебно у синдикалним подружницама, које су окупљале велики број жена радница, као што су синдикати текстилних и кројачких радника, Удружење ПТТ службеника и Савез банковних, осигуравајућих, трговачких и индустријских чиновника (СБОТИЧ). Значајна активност остварена је у Удружењу студенткиња Београдског универзитета, које је основано 1922. са циљем пружања материјалне помоћи сиромашним студенткињама, оснивања дома студенткиња, освешћивању студенткиња у циљу остваривања равноправности и др.
Жене комунисти почеле су се средином 1930-их активније укључивати у Женски покрет, феминистичко нестраначко удружење које је основано априла 1919. као Друштво за просвећивање жене и заштиту њених права. Године 1935. основана је Омладинска секција женског покрета, у којој су се окупљале студенткиње и жене свих занимања — из школа, канцеларија, фабрика, банака, трговина, разних професионалних и синдикалних организација. Посебну активност у Омладиској секцији оствариле су Митра Митровић, Добрила Карапанџић, Боса Цветић и Олга Алкалај, које су 1936. покренуле часопис Жена данас. Омладинска секција је била нарочито активна на Универзитету, јер су студенткиње чиниле већину чланова овог покрета. На иницијативу редакције Жене данас покренута је новембра 1939. акција за право гласа жена. После одређених неслагања, у ову акцију укључила се и Алијанса женских покрета и уз помоћ грађанских женских зборова одржани су бројни зборови у Београду, Нишу, Крагујевцу, Љубљани, Марибору, Новом Саду, Суботици, Бања Луци, Скопљу, Тетову, Колашину, Цетињу, Подгорици, Котору и др.
Пета земаљска конференција КПЈ одржана од 19. до 23. октобра 1940. у Дубрави, код Загреба представљала је завршни чин периода консолидације и снажења Комунистичке партије започетког 1937. године. Овај период, између осталог био је обележен и политичком активношћу жена и јачањем њихове друштвене позиције, услед појачаног рада КПЈ међу женама, али и погоршања њиховог положаја, као и њиховог антифашистичког полета. На Конференцији је учествовало 105 делегата, међу којима је било и неколико жена — Спасенија Цана Бабовић, Гордана Ивачковић, Вукица Митровић, Мара Нацева, Карла Његован, Лепосава Стаменковић и Вида Томшич. Поред њих Конференцији је присуствовало и група партијских активиста, која је учествовала у припремама и обезбеђивању рада конференције, међу њима су биле — Ката Думбовић, Тонка Зорић, Пепца Кардељ, Босиљка Крајачић и Херта Хас. На Конференцији је Вида Томшич поднела Реферат о раду међу женама, који је дао теоретско образложење става КПЈ према женском покрету, као покрету са изразито класним карактером и садржајем, чији се циљеви не смеју одвајати од циљева пролетерске борбе. Конференција је дала критичку оцену рада партијских организација међу женама и пред КПЈ поставила задатак за побољшање тог рада. У свом реферату генерални секретар КПЈ Јосип Броз Тито истакао је да све што су другарице до тада учиниле, постигле су саме, без помоћи другова из Партије, који су им чешће сметали у раду, него што су им помагали. На крају Конференције изабран је Централни комитет КПЈ од 22 члана, међу којима су биле Спасенија Бабовић и Вида Томшич.

## Стварање организације
Након окупације Југославије 1941. Комунистичка партија Југославије (КПЈ) почела је са припремама за оружани устанак против окупатора. У рад на организацији устанка, ангажовале су се и жене, које су радиле — на сакупљењу оружја и ратног материјала за устанак, бризи за смештај и чување илегалних партијских радника, организовању и похађању санитетских курсева, обављању курирске службу и прикупљању податка о стању и кретању окупационих снага и њиховом раду. У заменичке комитете КПЈ биране су и жене, а приликом одласка комуниста мушкараца у прве партизанске одреде, оне су преузимале дужности у партијским и скојевским руководствима. На позив Комунистичке партије, велики број жена се у лето 1941. укључио у устанак народа Југославије, где су активно учествовале у свим облицима борбе и отпора, као и у раду антифашистичких и револуционарих органа власти. На овај начин оне су прекинуле са патријархалним начином живота и почеле борбу за своју еманципацију.
Жене су имале значајну улогу у снабдевању првих партизанских јединица храном, одећом и санитетским материјалом. Оне су се такође бринуле за рањенике у борбама. Увиђајући значај жена у борби, Комунистичка партија је развила широк политички рад међу женама. На ослобођеној и окупираној територији, активи и одбори жена радили су на укључивању жена у Народноослободилачки покрет (НОП). Преко тих одбора и актива жена стварала се масовна и борбена организација — Антифашистички фронт жена (АФЖ). Сеоски и градски одбори повезивани су кроз развитак организације у више одбора АФЖ. У стварању првих органа народне власти учествовале су жене, које су такође биране у Народноослободилачке одборе (НОО). Почетком 1942. Врховни штаб и ЦК КПЈ донели су у Фочи прописе о задацима, устројству и раду Народноослободилачких одбора (Фочански прописи), према којима изборно право поред мушкараца имају и жене. У неким крајевима велики број жена изабран је у Народноослободилачке одборе, а било је и Народноослободилачких одбора који су искључиво сачињавале жене, јер су мушкарци отишли у рат или су раније убијени, односно отерани у логоре. Народноослободилачки одбори имали су врло тешке и одговорне задатке у току рата, а у извршавању ових задатака имали су пуну помоћ и подршку организација Антифашистичког фронта жена.
На ослобођеној територији током 1942. развиле су се врло снажне организације Антифашистичког фронта жена. Формирани су сеоски, општински, срески и у неким крајима окружни одбори, који су окупљали хиљаде жена. Ови одбори били су врло активни у раду на ангажовању жена, у извршавању разноврсних задатака, који су се свакодневно постављали. У окупираним градовима, који су имали јачу партијску организацију, у исто време стварале су се организације АФЖ. У специфичним условима илегалног рада, жене су у градовима обављале све послове који су им поверaвани, иако су знале да сваког часа могу бити ухапшене. У току друге ратне године, број жена у редовима Народноослободилачке војске (НОВЈ) стално се повећавао, а у Хрватској су формиране и женске партизанске чете. Повећан је и број партизанских болница, а санитетско особље у њима претежно су сачињавале жене. Ово је давало нов квалитет у раду организације. После формирања великог броја основних и виших одбора АФЖ створене су могућности да се они организационо уједиње и да се створи јединствена антифашистичка организација за читаву земљу. Зато је на предлог Централног комитета КП Југославије децембра 1942. у Босанском Петровцу сазвана Прва конференција Антифашистичког фронта жена.

## Оснивање АФЖ
Прва земаљска конференција Антифашистичког фронта жена Југославије одржана је од 6. до 8. децембра 1942. у Босанском Петровцу, који се тада налазио у склопу слободне Бихаћке републике. На Конференцији је учествовало 166 жена делегата из свих крајева, изузев Словеније и Македоније, чије делегације нису могле доћи због непријатељских офанзива. Конференцију жена Југославије отворио је Врховни командант НОВ и ПОЈ Јосип Броз Тито, који је у свом излагању одао признање женама за њихово учешће у борби и раду за победу и указао на развитак антифашистичког покрета жена.
На Конференцији су поднети реферати — О антифашистичком покрету жена у оквиру Народноослободилачке борбе, који је поднела Митра Митровић и О организационим питањима и задацима Антифашистичког фронта жена, који је поднела Спасенија Цана Бабовић. После реферата говориле су делегаткиње из војске и организација жена са терена. Поред радница и службеница, на Конференцији је говорило више жена делегата са села, које су са поносом износиле податке о масовном учешћу сељанки у народној борби.
У Резолуцији, која је донета на Конференцији, говорило се о постигнутим резултатима, о циљу Антифашистичког фронта жена и постављању наредних задатака, међу којима се као најважнији и најхитнији истичу — оснивање организације Антифашистичког фронта жена у местима у којима не постоје и њихово организационо учвршћивање и повезивање; омасовљивање организације Антифашистичког фронта жена и окупљање најширих слојева жена преко разних облика рада; веће ангажовање жена у изградњи народне власти и помоћ Антифашистичком већу народног ослобођења Југославије; развијање братства и јединства кроз масовни организациони и плански рад и радно такмичање за помоћ јединицама НОВ и ПОЈ; јачање и учвршћивање јединства фронта и позадине и укључивање жена заједно са мушкарцима у оружане и диверзантске акције против окупатора; плански и систематски рад на политичком и културно-просветом уздизању жена и обухватању неписмених аналфабетским течајевима; покретање листа Женa данас као листа свих жена Југославије.
У Централни одбор Антифашистичког фронта жена Југославије изабране су: Јудита Аларгић из Војводине, Спасенија Бабовић радница из Београда, Зора Бркић домаћица из Мркоњић Града, Ђина Врбица студенткиња из Подгорице, Ката Вујаклија са Баније, Маца Гржетић текстилна радница из Загреба, Драгица Каран председница АФЖ за Кордун; Олга Ковачић чиновница из Загреба, Вахида Маглајлић из Бања Луке, Нада Марковић радница из Београда, Даница Медан сељанка из Босанске Крајине, Митра Митровић књижевница из Београда, Мира Морача из Босанске Крајине, Марија Новак из Далмације, Ванда Новосел из Загреба, Стана Томашевић учитељица из Бара, Нада Трбовић из Горског котара, Ката Пејновић председница АФЖ за Лику, Мика Пећанац сељанка из Дрвара и Рашида Шакић из Бихаћа. На првој седници Централног одбора АФЖ изабран је Извршни одбор у саставу — председник Ката Пејиновић, секретар Ванда Новосел и чланови Спасенија Цана Бабовић, Митра Митровић и Мира Морача.
На проширеној седници Централног одбора АФЖ одржаној 25. и 26. октобра 1943. у Јајцу, одлучено је да се у складу са развитком организације, Централни одбор прошири новим чланицама — из источне Босне: Мелва Јакуповић и Нада Манојловић; из Босанске Крајине: Борислава Батос, Рада Врањешевић, Фатима Мушановић и Соја Ћопић; из Војводине: Србислава Ковачевић и Мара Милошевић; из Санџака: Даница Росић; из Србије: Н. Вујовић, Лепа Жујовић, Јулка Мештеровић, Олга Милошевић и Јара Рибникар; из Хрватске: Анка Берус, Марија Копитар, Босиљка Крајачић, мајка Ноле (сељанка из Далмације), Нада Сремец, Стрина (сељанка из Дугог Села) и једна жена из Истре; из Црне Горе: Даница Мариновић и Боса Пејовић.

## Активност АФЖ 1943—1945.
Закључци Прве земаљске конференције Антифашистичког фронта жена у пракси су брзо остварени. У јануару 1943. изашао је први ратни број листа Жена данас, чије су уреднице биле Митра Митровић и Олга Ковачић. У току исте године, у свим крајевима, формиране су организације Антифашистичког фронта жена, а постојеће су омасовљене. Основани су обласни одбори, а у Хрватској, Словенији и Црној Гори одржане су конференције или конгреси и изабрани главни одбори АФЖ.
Крајем октобра 1943. одржана је проширена седница Централног одбора АФЖ, којој је присуствовало више делегаткиња из новоостворених организација. Расправљано је о резултатима и пропустима у раду и одлучено да се настави са још ширим ангажовањем жена у разним облицима борбе и рада. Закључено је и да се у складу са развитком организација Централни одбор прошири новим члановима. У време одржавања Другог заседања АВНОЈ-а, новембра 1943. у Јајцу, 11 жена изабрано је за већнике АВНОЈ (Јудита Аларгић, Цана Бабовић, Анка Берус, Маца Гржетић, Марија Иванчић, Митра Митровић, Мара Нацева, Ката Пејновић, Мара Осолник, Нада Сремец и Мица Шландер), највишег представничког и законодавног тела Народнослободарског покрета, док су у Председништво АВНОЈ-а изабране Цана Бабовић и Маца Гржетић. На бројним састанцима, конференцијама, скуповима и митинзима, које је организовао АФЖ, жене су се солидарисале са одлукама АВНОЈ и обавезале да ће уложити још веће напоре за победу.
Организације Антифашистичког фронта жена пружале су велику помоћ Народноослободилачким одборима око обраде земље и сакупљања пољопривредних производа. Оне су организовале такмичења у прикупљању добровољних прилога за Народноослободилачку војску, бринуле се о ратној сирочади и деци, чији су родитељи били у партизанима, одржавале хигијену у селима и сл. За руководиоце Антифашистичког фронта жена организовани су семинари и курсеви на којима су одборнице стицале потребна знања и преносиле их женама у свакодневном раду. У току Народноослободилачког рата много се радило на описмењавању, па је са женама, међу којима је било највише неписмених, одржан велики број аналфабетских курсева. Преко читалачких група, као погодних форми рада са ширим кругом жена, упознаване су са актуелним догађајима и војно-политичком ситуацијом, а читане су им и књиге којима се располагало. Организација Антифашистичког фронта жена била је саставни део Јединственог Народноослободилачког фронта Југославије (ЈНОФ), па је активно учествовала у свим његовим акцијама.
У току Народноослободилачког рата у редовима јединица НОВ и ПОЈ борило се око 100.000 жена, од чега је њих око 25.000 погинуло је оружаној борби са непријатељем, а око 40.000 жена је рањено, од чега су њих око 3.000 остале тешки инвалиди. Партизанску споменицу 1941. добиле су 3.344 жене, а Орденом народног хероја одликована је 91 жена, од чега су њих 74 одликоване постхумно. Преко 2.000 жена постале су официри Народноослободилачке војске. Више од 600.000 жена одведено је у логоре и тамнице где су масовно убијане. Пред крај рата, у разне видове борбе за победу над окупатором, било је укључено преко два милиона жена Југославије.
Председништво АВНОЈ-а је 29. јануара 1945. Антифашистички фронт жена одликовало Орденом народног ослобођења — да би се одало заслужено признање женама свих народа Југославије за напоре и жртве које су дале у Народноослободилачкој борби, било као мајке наших јунака, било као активни борци на фронту и у позадини, да би се пред нашим народима видно истакле заслуге Антифашистичког фронта жена Југославије, како у борби против фашистичког окупатора, тако и за изградњу народне власти.

### Босна и Херцеговина
У току припрема за устанак, Покрајински комитет КПЈ за Босну и Херцеговину посебну пажњу посветио је кадровима из редова жена. Када је у лето 1941. велики број мушкараца чланова КПЈ одлазио из градова ради организовања и вођења устанка, жене су преузимале дужности у партијским и скојевским руководствима. Истовремено је вођена брига о укључивању жена у разне институције и облике рада Народноослободилачког покрета (НОП). Од развитка устанка у појединим крајевима зависила је и масовност учешћа жена у тој борби. Терор окупатора и усташа, у врло кратком року, довео је до наглог осамостаљивања жена и оне су се веома брзо истицале у свим видовима борбе против окупатора. У овоме су посебно предњачиле жене са села, које су у устаничким крајима масовно учествовале у Нароноослободилачком покрету. У градовима у којима је КПЈ имала своје организације, као што су Мостар, Бања Лука, Сарајево, Тузла и др. женама су поверaвани разни тешки задаци, који су били део илегалне борбе. Многе жене су у тој борби чиниле херојске подвиге, жртвујући себе и своје породице. Комунистичка партија развила је интензиван политички и идеолошки рад међу женама у селима, на ослобођеној територији. Одржавани су састанци са женама и формирани активи одбора жена, присталица НОП. Њихов задатак био је да што шире окупљају жене и да политички делују међу њима. За многе жене на селу је то је било прво друштвено-политичко образовање и ступање у политички живот.
У ослобођеном Дрвару 21. августа 1941. одржана је прва велика конференција жена Дрвара и околине. То је био значајан догађај за жене овог краја, јер су се тада по први пут у историји окупиле у тако великом броју, манифестујући спремност да се организовано боре за слободу. И у другим крајима Босне и Херцеговине жене су се организовале у борби против окупатора. Већ у устанку 1941. у селима Херцеговине формирани су активи жена, а након Треће непријатељске офанзиве неки од тих актива су наставили илегални рад за Народноослободилачки покрет. У току устанка 1941, а нарочито касније, жене су добровољно ступале у партизанске јединице. Организовани су курсеви за болничарке, а брига око неге рањеника и снабдевања партизанских болница углавном је припадала женама. Приликом оснивања Народноослободилачких одбора у њих су биране и најактивније жене. Крајем 1941. Обласни комитет КПЈ за Босанску Крајину поставио је задатке у погледу организованог рада са женама, њиховог укључивања у органе народне власти, као и пријема у Комунистичку партију већег броја жена са села. Тада је основан и иницијативни одбор за формирање Антифашистичког фронта жена.
Почетком 1942, на територији Фочанске републике, где је боравио Врховни штаб, Централни комитет КПЈ и Покрајински комитет КПЈ за Босну и Херцеговину, развијен је интензиван политички рад и одмах се приступило стварању масовних антифашистичких организација. Велики број жена из Фоче и околине тада је укључен у политички живот. Фебруар 1942. у Фочи је одржан велики збор коме је присуствовало преко 500 жена. На том збору основан је Антифашистички савез жена Босне и Херцеговине, изабран одбор и усвојена резолуција о раду и задацима жена. У Подгрмечу су 72 од 80 села до половине 1942. имала формиране организације жена. До краја исте године на територији срезова Кључ и Мркоњић-Град било је 25 сеоских одбора жена. У исто време основани су одбори жена у јајачком срезу. У Цазину је било организовано око 350 муслиманки, а организација жена успешно се развијала у Великој Кладуши и муслиманским селима у околини Босанске Крупе. На ослобођеној територији Босанске крајине у организацији Антифашичког фронта жена било је преко 40.000 жена које су организоване до краја 1942, док је раду сеоских Народноослободилачких одбора било око 3.000 жена одборница.
Прва земаљска конференција Антифашистског фронта жена имала је велики значај за даље развој организације жена у Босни и Херцеговини, а посебно у Босанској Крајини. После конференције организовани су илегални градски одбори АФЖ у окупираном Сарајеву, Тузли, Мостару, Приједору, Бања Луци и другим местима. Марта 1942. формиран је Срески одбор жена за Дрварски срез, а у току 1942. и 1943. и други срески, као и окружни одбори АФЖ у западној Босни. Прва обласна конференција Антифашистичког фронта жена за Босанску Крајину одржана је 5. септембра 1943. у Подгрмечу. Конференција је одредила наредне задатке организације жена и изабрала Обласни одбор АФЖ. У источној Босни организација Антифашистског фронта жена развијала се снажније током 1942. и 1943, када је основана већина одбора АФЖ. Октобра 1943. у ослобођеној Тузли одржана је Обласна конференција Антифашистског фронта жена за источну Босну, на којој су сумирани успеси и постављани задаци за будући рад. У току 1944. ова организација је почела са изадавњем свог листа Жена кроз бробу, као листа АФЖ за источну Босну.
Доласком Десете херцеговачке ударне бригаде на подручји Херцеговине, после битке на Сутјесци јуна 1943. створени су много повољнији услови за рад масовних организација Народноослободилачког покрета. Антифашистички фронт жена у току 1944. успешно је развијао свој рад на укључивању жена у НОП. Организовано је 87 сеоских одбора АФЖ са 3.694 чланице, осам општинских, два окружна и Обласни одбор АФЖ за Херцеговину, од 5 чланова. У Гацку, Стоцу и Мостару постојале су илегалне организације АФЖ. По својој активности и масовности издвајала се организација Мостара у којој је било око 500 активних жена. Новембра 1944. Обласни одбор АФЖ почео је да издаје лист Херцеговка, орган АФЖ за Херцеговину.
Организација Антифашистичког фронта жена у Босни и Херцеговини развијала су се под непосредним руководством организација и комитета Комунистичке партије. Обласни одбори АФЖ деловали су самостално, али уз помоћ обласних комитета КПЈ, а Први конгрес АФЖ Босне и Херцеговине одржан је од 8. до 12. јуна 1945. у Сарајеву. На Конгресу су реферате поднеле Лепа Перовић и Олга Марасовић, а последњег дана је изабран Главни одбор, као и његов Извршни одбор, у саставу — председница Радмила Беговић, потпредседнице Мара Ходак и Самија Курт и секретар Лепа Перовић. Тиме је конституисана организација АФЖ ове републике. Исте године почео је да излази лист Нова жена, орган АФЖ Босне и Херцеговине. Жене Босне и Херцеговине су у току Народноослободилачког рата прихватиле све задатке и учествовале у свим облицима борбе до коначног ослобођења, а у разним активностима било је ангажовано око пола милиона жена. Жене су биле углавном снага у свим пословима на ослобођеној територији. Велики терет око снабдевања јединица НОВ и ПОЈ одећом, обућом и потребним намирницама преузеле су на себе жене, јер су мушкарци углавном налазили у војним јединицама. У лето 1942. формирана је Прва омладинска радна бригада, која је ангажована у Саничкој долини, а касније су такве радне бригаде осниване у целој Босанској Крајини. Оне су, као и друге радне јединице, биле састављене углавном од девојака и млађих жена, а њихова улога била је веома значајна у току рата. Радне бригаде прелазиле су и више десетина километара, када је требало у појединим акцијама сакупити жито са поља и пренети га у партизанска склоништа.
Заслуге организације Антифашистичког фронта жена Босне и Херцеговина биле су велике у организовању просветно-здравствених секција на ослобођеној територији, које су се старале о основним здравственим условима, о рањеним и изнемоглим и болесним људима. Курсеви за неписмене били су организовани у већини села, па је много жена за време рата научило да чита и пише. Организације жена су у својој разноврсној активности посебну бригу посвећивале ратној сирочади и осталој незбринутој деци. Значајна је улога организација АФЖ и жена појединачно у стварању Народноослободилачког фронта Босне и Херцеговине, као опште политичке организације народа Босна и Херцеговине. Такође, било је видно учешће женске омладине у организацијама Савеза комунистичке омладине (СКОЈ) и Уједињеног савеза антифашистичке омладине (УСАО), чиме су жене Босне и Херцеговине радом и борбом оствариле крупне задатке на својој еманципацији.

### Македонија
У раду на припреми устанка, као и у првим оружаним акцијама, у Македонији активно су учествовале жене. Са развитком партизанских јединица повећавао се и број жена у њима, где су обављале скоро све дужности од бораца и болничарки до руководећих функција на терену и у јединицама. Терор бугарске окупаторске војске над македонским народом добро су осетиле жене Македоније, а репресалије окупатора појачане су након напада партизана на полицијску станицу у Прилепу, 11. октобра 1941. чиме је отпочео устанак у Македонији. Од октобра 1941. масовна хапшења у Македонији била су учестала, а међу више стотина ухапшених и злостављаних, био је и велики број жена. Крајем 1941. и почетком 1942. на пет процеса у Скопљу и Битољу пред прeким војним судовима осуђено је 19 жена.
У прве Народноослободилачке одборе (НОО) биране су жене, које су биле веома успешне у извршавању задатака које је рат наметао првим органима народне власти. Заслуга жена била је велика у раду на проналажењу станова, смештају и чувању илегалаца у току рата, а касније су извршавале разне задатке на окупираној територији. Партизански одреди у Македонији су у јесен 1942. изводили честе акције на непријатељска упоришта, након чега су створили прву слободну територију, која је имала велики значај за даље ширење и јачање Народноослободилачког покрета (НОП) на овом простору. Стварању слободне територије и појачаном утицају Комунистичке партије (КПЈ) у народу окупатор је одговорио још масовнијим терором. Затвори и логори били су пуни антифашиста, међу којима је било много жена. У специјалном женском одељењу Прилепског затвора жене су свакодневно саслушаване и мучене, а затим су пребациване у концентрациони логор за жене код Асеновграда у Бугарској.
У току 1943. Народноослободилачка борба се проширила на све крајеве Македоније и у тој борби жене су преузимале све теже задатке и дужности које су им поверaване — биле су у органима НОП, руководствима КПЈ и оперативних зона, које су формиране у пролеће 1943. године. Жене су радиле на снабдевању војске, прикупљале су податке о стању и кретању непријатељских јединица и о томе обавештавале партизанска руководства, а посебно су се истицале у обављању обавештајне и курирске службе.
У појединим градовима у Македонији постојале су од 1941. илегалне штампарије, у којима су штампани разни материјали за потребе Народноослободилачког покрета, а тај посао су добрим делом обављале жене. Њима је најчешће поверaвано изношење и растурање илегалног материјала. Више жена радило је у илегалним штампаријама у Скопљу, Прилепу, Штипу и Кавадарцима. Организација ових штампарија била је добро спроведена да окупатор до краја рата није успео да открије ниједну. Жене су учествовале у покретању и издавању партијских илегалних листова, а жена је била уредник скопског илегалног листа Весник, који је излазио од маја 1942. до јуна 1943. године. У октобру 1944. појавио се лист Македонка, орган Антифашистичког фронта жена.
У току 1943. створена је слободна територија у западној Македонији, која се осетно проширила након капитулације Италије, септембра 1943. године. На овој територији било је средиште Централног комитета КП Македоније и Главног штаба НОВ и ПО Македоније, улед чега је овде развијен широк политички рад и развој масовних антифашистичких организација. Децембра 1943. одржан је Први конгрес Антифашистичке омладине Македоније, а у Главни одбор изабрано је седам девојака. У исто време, на ослобођеној и неослобођеној територији стварани су први одбори Антифашистички фронт жена, који су се бринули о исхрани бораца, о лечењу рањених, болесних и незбринуте деце, о културно-просветном и здравственом просвећивању жена и њиховом политичком уздизању. Међу борцима који су ступали у партизанске јединице увек је било жена, а најбројније су биле заступљене у Првој македонско-косовској ударној бригади, чији је заменик политичког комесара била Вера Ацева.
Жене су се посебно истицале у раду партијских организација Комунистичке партије. Месни комитет КПМ за Кичево почетком 1944. био је састављен искључиво од жена и веома је успешно извршавао све задатке који су му постављани. Током 1944, на ослобођеној територији развио се интензиван политички рад, током кога су омасовљене постојеће и створене нове организације жена, које су се све више ангажовале у раду Народноослободилачких одбора. У ослобођеном Скопљу 15. децембра 1944. одржана је Прва конференција Антифашистичког фронта жена Македоније, на којој је формално конституисана ова организација. У току рада конференције Веселинка Малинска поднела је реферат Стварање Антифашистичког фронта жена и његови задаци данас, а поденти су и извештаји са терена о раду и резултатима одобора АФЖ у градовима и селима. На Конференцији је изабран Главни одбор АФЖ од 26 чланова и Извршни одбор у саставу — председница Васка Циривири, потпредседнице Лефта Јосифовска и Мара Навеца, а секретар Веселинка Малинска.

### Словенија
Након окупације, у Словенији је 26. априла 1941. основан Ослободилачки фронт (словен. Osvobodilna fronta) који се борио за ослобођење и уједињење словеначког народа. До средине исте године формирани су одбори Ослободилачког фронта у читавој Словенији, а у ове одборе укључиване су и жене из свих друштвених слојева. Жене су учествовале у свим облицима организоване борбе против окупатора, а на неким секторима рада су биле у већини, као у организовању помоћи жртвама фашистичког терора и партизанским породицама, у масовној обавештајној курирској служби итд. На санитетским и радио-телеграфским курсевима биле су такође жене, које су потом биле ангажоване на радио-везама и у раду Радиостанице Ослободилачког фронта у Љубљани.
Приликом исељавања словеначких породица у лето 1941. жене су се ангажовале да би им помогле у храни, опреми и др. При Централном комитету КП Словеније постојала је Комисија за рад међу женама, која се прилагођавала новоствореним условима рада под окупацијом, а у јесен 1941. основана је при Извршном одбору Ослободилачког фронта посебна Комисија за рад са женама, која је деловала у циљу што масовнијег укључивања жена у Народноослободилачки покрет и партизанске одреде. Словенке су ступале у прве партизанске јединице, у борбене групе и Народну заштиту. Међу првим погинулим партизанима у Горењској августа 1941. биле су три жене. Сеоске жене су помагале првим партизанским јединицама, организовале за њих исхрану, сакривале и неговале рањенике, обављале курирске и обавештајне задатке.
На првој слободној територији у Словенији 1942. жене су организовано радиле на снабдевању партизанских јединица храном, санитетским материјалом, одећом и обућом. Оне су посебно водиле бригу о партизанским болницама. Велики значај за жене у то време су имали избори за месне Народноослободилачке одборе (НОО). Иако су на том терену биле већином сеоске жене са којима се мање политички радило, оне су масовно изашле на изборе. Више од једне трећине састава Народноослободилачких одбора биле су жене. Како су мушкарци одлазили у војне јединице, жене су у одборима самостално и успешно обављале разне одговорне и тешке задатке. Било је НО одбора у којима су се дуже време налазиле само жене.
У лето и јесен 1942. јаке непријатељске снаге успеле су да потисну партизанске јединице са слободне територије, након чега су фашисти починили тешке злочине на том терену, што су жене веома осетиле. Они су спалили на стотине домаћинстава од Нотрањске преко Кочевја до Купе. Масовно су убијали и бацали у ватру жене, старце и децу, а многи су одведени у логоре. У окрузима Ново Место, Кочевје, у Белој Крајини и Љубљани 1942. оснивају се иницијативни одбори антифашистичке женске организације. Крајем 1942. више од половине чланова КПЈ у Љубљани су биле жене. Жене Љубљане су до јесени 1943. често демонстрирале против нечовечних поступака и мучења људи у затворима и логорима, захтевајући њихово ослобођење. Демонстрације су биле масовне, у њима је узимало учешће од 500 до више хиљада демонстраната.
Јануара 1943. Извршни одбор Ослободилачког фронта Словеније издао је окружницу у којој су одређени задаци женских организација Ослободилачког фронта, што је између осталог поспешило оснивање и развијање иницијативних женских одбора. У марту 1943. ИО ОФ је разматрао рад женских антифашистичких организација и тада је именован Главни иницијативни одбор Словеначког антифашистичког женског савеза (словен. Slovenska protifašistična ženska zveza). После капитулације Италије, септембра 1943, ослобођен је велики део словеначке територије. У Словеначком приморју и другим крајевима, који су били под италијанском фашистичком влашћу, јединице НОВ и ПОЈ дочекане су са посебним одушевљењем. Формирано је неколико бригада, а међу борцима било је на стотине жена. Жене су улазиле у редове Ослободилачког фронта, учествовале у политичком и културно-просветном раду и извршавале задатке који су им постављани, нарочито око снабдевања војске и бриге за рањенике.
Жене су се највише ангажовале око оснивања и рада партизанских школа, па је свуда на слободним територијама за кратко време основано 477 таквих школа. На Кочевском збору одржаном 3. октобра 1943. била су 572 делегата, од чега 62 жене. Збор је изабрао Словеначко народноослободилачко веће од 120 чланова, међу којима и 12 жена. Истог месеца у Долењској одржан је Први конгрес Словеначког антифашистичког женског савеза (СПЖЗ) на коме је учествовало 180 жена делегата. На овом скупу жене су говориле о успесима у Народноослободилачкој борби и даљим задацима. Одлучено је да се чланице ове организације брже укључују у рад органа народне власти, да уложе још веће напоре у раду на окупљању жена и ангажовању читавог становништва у Народноослободилачку борбу. Руковотво СПЖС било је у саставу — председница Ангела Оцепек, секретар Мара Рупена Осолник и чланови: Марија Дракслер Марјана, Дана Мишигој, Хелена Пухар, Мица Шландер и Зима Вршчај. У јесен 1943. на слободној територији почиње да излази лист Наша жена, орган Главног одбора Словеначког антифашистичког женског савеза. Овај лист је настао спајањем листова Нашим женама, који је излазио у округу Ново Место од новембра 1942. и листа Наша жена, који је издаван у Љубљани од децембра исте године. Женски листови су излазили у скоро свим покрајинама Словеније. Поред тога, жене су сарађивале у гласилу Ослободилачког фронта Словенски порочевалац, као и у многим бригадним листовима.
После велике немачке офанзиве 1943. жене су приступиле систематском раду на спровођењу задатака постављених на Првом конгресу СПЖЗ. У Белој Крајини је постојао Окружни одбор СПЖЗ, а у овом округу било је 9 рејонских, 2 месна и 130 сеоских одбора жена, а у 36 села радиле су поверенице. Организација жена у Словеначком приморју имала је Покрајински одбор и 11 окружних одбора. Сваки округ је имао од 5 до 8 рејона, а рејон је сачињавало просечно 60 до 80 села у којима су постојали сеоски одбори СПЖЗ. Са организовањем Ослободилачког фронта у Прекмурју 1944. почело је и формирање женских група. Током исте године деловао је Покрајински одбор СПЖЗ за Корушку. У све активности Ослободилачког фронта масовно су се укључивале жене у Љубљани. Оне су се посебно истицале у прикупљању прилога за Народноослободилачки покрет. На хиљаде пакета, намирница, одеће и обуће, као и осталих потрепштина, жене су слале родољубима у затворе и логоре. У овом граду је 1944. месечно сакупљано 270.000 лира помоћи за потребе Ослободилачког фронта. Жене на селу су се такође масовно истицале у раду за НОП. Оне су у својим кућама месецима криле и неговале рањенике.
Други конгрес Словеначког антифашистичког женског савеза одржан је 8. и 9. јуна 1945. у Љубљани и на њему је СПЖЗ променио назив у Антифашистички фронт жена Словеније (словен. Antifašistična fronta žena Slovenije). Тада је изабран Главни одбор АФЖ Словеније чије су руководство чиниле — председница Ангела Оцепек, потпредседница Иванка Шкапин, секретар Ангела Махнич и чланице Зима Вржчај, Иванка Садолшек Зала, Даворина Вевк, Марија Лескошек, Ерна Мусер, Хелена Пухар, Марија Јордан, Андрина Левствик, Дина Козар, Јожица Томан, Ида Ковач, Влада Шебек и Лојзка Чебохин.

### Србија
После окупације Југославије, 1941. по директиви Покрајинског комитета КПЈ за Србију формиране су групе за прикупљање оружја и у тим групама, које су успешно обављале свој задатак, било је доста жена. У Београду је маја 1941. у чланство Комунистичке партије (КПЈ) примљено више жена, тако да је од око 400 чланова КПЈ у Београду било преко 100 жена, које су распоређене на рад у седам рејонских комитета. У току припремама за устанак, од чланова и симпатизера КПЈ организовани су активи жена, а свака чланица актива радила је са групом од по 4–5 жена. У исто време одржавани су санитетски курсеви на којима су претежно биле припаднице револуционарне омладине. Жене Београда дале су значајан допринос организовању и раду партијске технике и штампарије. У ударним групама које су вршиле саботаже и диверзије против окупатора, било је такође много жена. Жене су се посебно бринуле за проналажење и одржавање станова за илегалце и за смештај партијске архиве, а Београђанке су учествовале у оружаној борби од првих дана устанка.
На почетку устанка у Србији, када су формирани први партизански одреди у њих је ступило преко 50 жена, а у окупираним градовима у унутрашњости оснивани су под руководством КПЈ активи и групе жена које су извршавале постављене задатке и шириле утицај КПЈ међу женама. У устаничким местима западне Србије и Шумадије, где су у лето 1941. дејствовали први партизански одреди, организоване су групе и активи жена по селима са задатком да прикупљају храну и одећу за партизане и да обављају друге послове за Народноослободилачки покрет (НОП). Како се устанак ширио на друге делове Србије, активи су формирани у многим селима космајског, младеновачког, опленачког, орашачког, лепеничког, пожаревачког, тимочког, зајечарског, нишког, лесковачког, јабланичког и других срезова. До септембра 1941. у селима Топлице оформљена су 73 актива и групе жена, а већи број жена са овог подручја ступио је у партизанске одреде.
Организоване жене су у сарадњи са Народноослободилачким одборима (НОО) обављале главне послове око исхране и опреме бораца. У неким селима жене су доносиле шиваће машине на једно место и ту заједнички кројиле и шилe одећу за партизане. Тако су настале прве партизанске радионице у Србији. Средином августа 1941. основана је у Петковици прва радионица при Мачванском партизанском одреду. Жене које су радиле у њој припадале су одреду, полагале су партизанску заклетву као и сви борци и биле одвојене од својих кућа. У селима Мачве основано је десетак партизанских радионица у којима је стално радило око 120 жена на изради рубља за партизане. И у другим крајевима Србије организоване су овакве радионице. Тако су у ослобођеном Ужицу постојале четири радионице у којима је поред професионалних кројачица радио и већи број приучених жена. Октобра 1941. у Чачку је организована женска војна радионица за шивење рубља са 30 шиваћих машина. После завршеног рада у радионицама су одржаване политичке и разне конференције са женама, као и приредбе са културно-забавним програмом.
У ослобођеним местима жене су организовале и водиле народне кухиње и мензе. У Ужицу су постојале три такве кухиње у којима се хранило око 3.500 лица. На ослобођеној територији жене су биле укључене у разне форме политичког и културно-просветног рада, а поред тога су одржавале и посебне конференције. На једној масовној конференцији у Чачку основан је одбор жена у који су ушле представнице из свих друштвених слојева, а овај одбор је координирао акције жена у Чачку. У лето и јесен 1941. на ослобођеној територији Ужичке републике формиране су прве партизанске болнице и амбуланте. Женe су давале постељину и другу опрему за болнице, снабдевале их потребним намирницама, а оне које су завршиле санитетске курсеве радиле су у њима као болничарке и друго особље.
За време Прве непријатељске офанзиве и после повлачења главнине партизанских снага из Србије, у јесен и зиму 1941. жене су се нашле на удару окупационих снага. У борби против окупатора и домаћих издајника погинуло је на хиљаде жена, а многе су отеране у концентрационе логоре. За непуне две недеље, октобра 1941, немачка казнена експедиција убила је 350 жена и 220 девојчица у Јадру, Тамнави и Рађевини, а слично је било и у другим крајевима. Окупатор и његови сарадници су током зиме 1941. и 1942, као и касније, спроводили страшан терор у Србији. У тим тешким данима жене су прихватале партијске раднике и партизанске борце и бринуле се о њима. Неговале рањенике и болесне партизане, биле обавештајци и курири, растурале пропагандни материјал и биле ослонац партијским радницима у извршавању задатака.
У појединим окрузима Србији рад са женама развијао се континуирано током читавог Народноослободилачког рата. Од краја 1941. и касније жене су се укључивале у све форме рада Народноослободилачког покрета у јужној Србији. На окупљању жена и омладинки у селима су радиле, углавном, партизанке из одреда. Велики број жена из Србије био је у партизанским одредима и јединицама Народноослободилачке војске (НОВЈ). Приликом формирања Прве и Друге пролетерске ударне бригаде у њиховом саставу било је преко 100 жена бораца, од којих је скоро половина погинула. Прве организације Антифашистичког фронта жена у Србији формиране су крајем 1942. у десетак села Топлице. Током 1943. основане су организације у свим селима, као и општински и срески одбори АФЖ, а крајем године и Окружни одбор АФЖ за Топлицу. Највећи број организација Антифашистичког фронта жена на територији лесковачког округа формиран је такође током 1943. године. Марта 1944. основан је Градски одбор АФЖ Лесковца, а затим и Окружни одбор АФЖ за Лесковац. Овај одбор је издавао лист Јабланичанка у борби.
На територији Крушевца током 1943. формирано је неколико месних одбора Антифашистичког фронта жена, а затим су осниване организације АФЖ на територији нишког округа. Крајем марта 1943. формиран је Срески одбор АФЖ за космајски срез. Исте године основане су и прве организације АФЖ у младеновачком, јасеничком, аранђеловачком и колубарском срезу, као и на територији пожаревачког округа. У лето 1943. формиран је Градски, а нешто касније и Срески одбор АФЖ за Неготин. Почетком октобра 1943. основан је Иницијативни обласни одбор АФЖ за Санџак, који је издавао лист Нова жена. У име Покрајинског комитета КПЈ за Србију Петар Стамболић је јануара 1944. иницирао стварање приремног Главног одбора АФЖ Србије, на чијем је челу била Кристина Ђорђевић. Продором јединица НОВ и ПОЈ у Србију и ослобођењем већег дела Србије, у јесен 1944. створени су услови да се свуда формирају организације Антифашистичког фронта жена, које су потом пружиле велику помоћ фронту. У ослобођеном Лебану одржана је 10. септембра 1944. прва Окружна конференција АФЖ у Србији на којој је изабран нови проширени Окружни одбор АФЖ. После тога одржане су среске и окружне конференције АФЖ и у другим крајевима Србије.
У Београду је 28. и 29. јануара 1945. одржан митинг жена Србије, на коме је изабран Главни одбор АФЖ Србије, од 98 чланица. Председништво Главног одбора чиниле су  председница Ружа Прибићевић, прва потпредседница Спасенија Бабовић, друга потпредседница Мара Миљковић, први секретар Разумена Петровић и други секретар Јелена Поповић. Поред њих, чланице Главног одбора између осталих биле су — Саша Божовић, Божидарка Дамњановић Кика, Милица Дедијер, Лепа Жујовић, Савка Јаворина, Јулка Мештеровић, Раденка Миловановић, Вида Милосављевић, Даница Милосављевић, Љубинка Милосављевић, Митра Митровић, Славка Морић, Милева Планојевић, Бранка Савић, Исидора Секулић, Боса Цветић и др. Тада је изашао и први број листа Зора, органа АФЖ Србије.

### Хрватска
По задатку Комунистичке партије Хрватске (КПХ) након окупације Југославије, 1941. формирани су активи жена који се окупљали жене из радничких и женских друштава. У првим акцијама против окупатора у градовима, жене су узеле активно учешће. Септембра 1941. у Загребу је основан Иницијативни одбор Антифашистичког фронта жена за Хрватску, али он није успео да своју делатност значајније прошири, па се претворио у руководство АФЖ Загреба. Пре рата у Сплиту је при Месном комитету КПЈ постојала Комисија за рад са женама, која је у јесен 1941. постала Градски одбор АФЖ који је за време окупације деловао у тешким условима.
Централни комитет Комунистичке партије Хрватске издао је почетком децембра 1941.  окружницу у којој су дата упутства за оснивање организација Антифашистичког фронта жена. Истог месеца образовани су иницијативни одбори АФЖ на Кордуну и Лици, а ускоро и Банији, који су касније прерасли у окружне одборе АФЖ. До половине 1942. на територији ових округа створени су сеоски, општински и котарски одбори АФЖ, који су на том подручју успели да организују већину жена и укључе их у Народноослободилачки покрет (НОП). И у другим крајевима оснивани су одбори жена у селима и градовима.
Јуна 1942. одржано је саветовање Покрајинског комитета КПХ за Далмацију на коме су постављени задаци у погледу рада и формирања организација Антифашистичког фронта жена. Прва конференција АФЖ за јужну Далмацију одржана је 10. августа 1942, а њен организатор била је Неда Маровић Стефановић, чланица ПК КПХ за Далмацију. На конференцији је констатовано да постоје организације жена у свим срезовима. До краја 1942. организација АФЖ развила се у целој Далмацији, па је Покрајински комитет КПХ за Далмацију формирао Извршни одбор АФЖ за Далмацију, чије су чланице биле Весела Шегвић, Милка Ласић, Југа Кесић, Марија Новак, Добрила Кукоч и Катја Шперац. Велике успехе у раду постигао је Градски одбор АФЖ у Сплиту који је организовао око 2.500 жена. Августа 1942. формиран је Иницијативни одбор АФЖ за Хрватско приморје, а до новембра исте године формирани су општински и сеоски одбори у свим котарима.
Током 1942. организације Антифашистичког фронта жена организоване су и у Славонији, посебно у срезовима Дарувар, Пакрац, Подравска Слатина и Новска. Октобра 1942. формирана је комисија АФЖ при Повереништву ЦК КПХ за Славонију, која је 28. децембра прерасла у Иницијативни обласни одбор АФЖ за Славонију, који су сачињавле — председница Мара Николић, секретар Босиљка Крајачић и чланице Маја Комар Јанкес, Смиља Змајић и Душанка Остојић. Крајем 1942. у Славонији су постојали сеоски, општински и срески одбори АФЖ у котарима Нова Градишка, Вировитица, Грубишно Поље, Осијек, Дарувар и др. Прва окружна конференција АФЖ за Лику одржана је 15. септембра 1942. у Шаламунићу, код Коренице и њој је присуствовало око 160 делегата. У то време у Лици је деловало 6 котарских, 19 општинских и 155 месних одбора АФЖ са 1.399 одборница. Конференција је изабрала Окружни одбор од 15 чланица. Председница је била Ката Пејновић, а секретар Јела Бичанић.
Прва окружна конференција АФЖ за Карловац одржана је 25. августа 1942. у Горњем Будачком, код Војнића, а на њој су рефетаре о организационим и политичким задацима поднеле Маца Мајсторовић и Маца Гржетић. У то време на ослобођеној територији Кордуна деловало је 5 котарских, 17 општинских и 187 сеоских одбора АФЖ са 1.195 одборница, а у целој организацији било је 7.130 жена. Иницијативни окружни одбор АФЖ за Банију основан је на саветовању жена одржаном средином октобра 1942, које су организовале Милка Врањешевић и Лепа Перовић, коју је ЦК КПХ упутио на Банију, као помоћ партијској организацији. Недуго потом на Банију је упућена и Олга Ковачић. Након саветовања приступило се учвршћивању организација АФЖ, па су током октобра и новембра 1942. одржане котарске конференције на којима су бирани котарски одбори. Истовремено су вршене припреме за Прву окружну конференцију АФЖ за Банију, која је одржана 10. јануара 1943. када је формиран Окружни одбор АФЖ. Почетком децембра 1942. основан је Иницијативни окружни одбор АФЖ за Горски Котар, који је руководио радом организације АФЖ у целом округу. Јануара 1943. поред Окружног одбора, на територији Горског котара деловала су три котарска руководство — у Огулину, Делницама и Врбовском, као и општински одбор у Дрежници и 38 сеоских одбора АФЖ, које су радом обухватале преко 2.000 жена.
Организације Антифашистичког фронта жена у Хрватској успеле су се омасовити до Прве земаљске конференције АФЖ Југославије, децембра 1942. године. Готово у свим окрузима постојали су Окружни одбори са великим бројем среских, општинских, градских и сеоских одбора АФЖ. Августа 1942. на Кордуну су постојала 202 сеоска одбора са 8.000 жена, а у Лици 321 општински, месни и сеоски одбор АФЖ са око 15.000 окупљених жена. Женске организације су постигле значајне резултате у прикупљању оружја, хране, одеће и штампарског материјала. Оне су прикупљале податке о непријатељу, градиле склоништа, збрињавале рањенике и децу без родитеља, обрађивале земљу и обављале све друге послове које је захтевала Народноослободилачка борба. Велики број жена бораца  налазио се у јединицама НОВ и ПОЈ. Августа 1942. формирана је у Лици Прва женска партизанска чета, а у септембру и Друга женска партизанска чета. У саставу Шесте личке пролетерске дивизије било је више од 600 жена бораца. Октобра 1941. основана је прва партизанска болница на Петровој гори, а у децембру исте године почиње формирање партизанског санитета у Лици. Током 1942. и 1943. године на читавом подручју Хрватске организована је санитарна служба, у којој су претежно радиле жене.
Након Прве земаљске конференције АФЖ Југославије, У Хрватској је децембра 1942. основан Сазивачки одбор, који је радио на припреми за одржавање конференције АФЖ Хрватске. Овај одбор је половином децембра упутио окружницу свим окружним одборима АФЖ у којој се говорило о постигнутим успесима и потреби обједињавања рада свих организација. Тада је за 24. и 25. јануар 1943. сазвана конференција АФЖ Хрватске, али је почетак Четврте непријатељске офанзиве спречио њено одржавање. Како су неки делегати успели да дођу на раније заказану конференцију, Сазивачки одбор је са њима одржао састанак и формирао Извршни одбор АФЖ Хрватске.
Извршни одбор извршио је обимне припреме, након чега је Прва конференција АФЖ Хрватске одржана од 11. до 13. јуна 1943. уз присуство 80 делегата. Конференција је првог дана одржана у Оточцу, а због непријатељског бомбардовања, настављена је у оближњем селу Прозору. Конференцију је отворила Ката Пејновић, председница АФЖ Југославије. Потом је Анка Берус говорила о међународним ратним и политичким догађајима, као и о ситуацији у земљи, док је Јела Бићанин говорила о организационим питањима АФЖ. После извештаја и дискусије о раду, донета је резолуција и изабран је Главни и Извршни одбор АФЖ Хрватске. У Извршни одбор изабране су — председница Маца Гржетић, секретар Јела Бићанин и чланице Ката Пејиновић, Анка Берус, Олга Ковачић, Невенка Пајић, Влатка Бабић и Милица Вујичић. У Хрватској су тада постојала два обласна одбора АФЖ, 14 окружних, 49 среских, 125 општинских, 1.325 сеоских и 125 градских одбора АФЖ.
Прва конференција жена Хрватске била је значајна за даљи развој организације АФЖ. Жене су у пракси спроводиле донесене закључке, а у том циљу одржано је више окружних, среских, општинских и сеоских конференција жена. Поред осврта на рад у протеклом периоду и извршавања свакодневних задатака, убрзано су се оснивале нове организације АФЖ. Тако је почетком 1944. Хрватска у свим крајевима имала оформљене и повезане организације АФЖ — од сеоских до обласних.
Посебна пажња поклоњена је организацијама жена у Истри и Хрватском приморју, где је у току 1944. одржано више скупова жена. У Ријеци је било више провала и хапшења, што је отежало рад са женама, јер су од 40 ухапшених активиста, јуна 1944, њих 23 биле одборнице АФЖ, као и главна организаторка АФЖ у Истри Штефанија Равнић. После извршених припрема, одржана је 22. и 23. јуна 1944. у Рашпору Прва обласна конференција АФЖ за Истру и изабран њен Обласни одбор чија је председница била Дина Златић.
У Хрватској је током Народноослободилачке борбе излазио већи број женских листова, чији је тираж био и до 3.000 примерака. Јуна 1943. почео је да излази лист Жена у борби, као гласило АФЖ Хрватске. Лист истог назива почео је да издаје марта 1942. Окружни одбор АФЖ за Лику, па је он од јуна 1943. променио назив у Личанка жена у борби. Од јуна 1942. Срески одбор АФЖ за Огулин издавао је лист Другарица. У августу 1942. Окружни одбор АФЖ за Кордун покренуо је лист Реч жене, а децембра исте године почела је да излази Приморка, орган АФЖ за Хрватско приморје. Јануара 1943. појавио се први број листа Ударница, органа Окружног одбора АФЖ за Славонију. Половином априла исте године почео је да се штампа лист Далматинка у борби, а поред њега у Далмацији су излазили и локални листови Корчуланка и Пељешчанка. Јула 1943. Окружни одбор АФЖ за Горски котар покренуо је лист Родољупка. Месец дана касније Окружни одбор АФЖ Чазме покренуо је лист Глас жене, а Иницијативни одбор АФЖ Покупље покренуо је лист Антифашисткиња. Исте године појавила се Бановка, лист Окружног одбора АФЖ за Банију, и Антифашисткиња, орган Окружног одбора АФЖ за Бјеловар. Јула 1943. у Истри је почео да излази лист Истрaнка (на италијанском La dona Istriana). Исте године у збегу у Ел Шату, у Египту, жене су издавале лист Жена Збега. Ови листови су имали велику улогу у омасовљавању, обједињавању и јачању организације жена.
У току Народноослободилачког рата у Хрватској жене су учествовале у свим облицима борбе. Оне су пружале пуну помоћ Народноослободилачким одборима (НОО) и оствариле успешну сарадњу са Народним фронтом Хрватске и Уједињеним савезом антифашистичке омладине Хрватске (УСАО), посебно у политичком, пропагандном и културно-просветном раду. Организовани су и посебни курсеви за одборнице АФЖ како би се оне тим путем оспособљавале за рад у женским организацијама. Одржаване су прославе Међународног дана жена и тим поводом издато је више брошура у којима је изложен историјат и објашњен значај прославе 8. марта. Организације Антифашистичког фронта жена Хрватске су са великим успесима дочекале ослобођење земље. На Првом конгресу АФЖ Хрватске одржаном у Загребу од 21. до 23. јула 1945. сумирани су резултати дотадашњег рада и одређени наредни задаци у обнови и изградњи земље. Реферате на конгресу су поднеле — Анка Берус о политичким проблемима и Маца Гржетић о организационим задацима. На крају Конгреса изабран је Главни одбор АФЖ Хрватске од 116 чланица. За председницу је поново изабрана Маца Гржетић, а за потпредседницу Ката Пејновић. Међу чланицама Главног одбора АФЖ Хрватске биле су — Анка Берус, Ката Говорушић, Веда Загорац, Дина Златић, Олга Креачић, Слава Очко, Ружа Петровић, Нада Сремец и Марија Шољан.

### Црна Гора
У току припрема за устанак у Црној Гори, Покрајински комитет КПЈ за Црну Гору и Боку је поклонио доста пажње раду са женама.  У Тринаестојулском устанку жене су активно учествовале у опсади и ослобађању градова, нарочито као санитетско особље и доносиоци хране и муниције. Такође, жене су биле главна радна снага на ослобођеној територији, где су организовано радиле на сакупљању жетве, извлачењу хране и ратног материјала из градова, а такође и на одржавању везе између фронта и позадине. У току устанка почео је да се шири и остварује став Комунистичке партије Југославије у погледу равноправности жена и мушкараца. Жене су учествовале у избору првих органа народне власти, а међу делегатима за избор Одбора народног ослобођења у Беранама 21. јула 1941. биле су две жене.
Руководство Покрајинског комитета КПЈ за Црну Гору и Боку поставило је августа 1941. задатак свим организацијама Комунистичке партије да што масовније ангажују жене у Народноослободилачки покрет (НОП). Одлучено је да се формирају женски одбори који ће радити на окупљању и политичком уздизању жена, а настојало се и да жене равноправно учествују у раду Народноослободилачких одбора (НОО). У месне комитете КПЈ биране су најистакнутије жене комунисти. У току 1941. одржаване су среске и месне партијске конференције на којима је, између осталог, расправљано о значају политичког рада са женама. После ових конференција радило се на формирању посебних женских одбора, па су крајем 1941. и почетком 1942. на читавој слободној територији Црне Горе основани сеоски и општински одбори жена. На подручју Шавничког среза било је 90 сеоских и 6 општинских одбора жена, а у неким местима постојали су активи жена који су се бавили истим пословима као и одбори жена. Почетком 1942. у неким срезовима одржаване су и среске конференције и формирани срески одбори жена.
И у окупираним градовима радило се на организовању жена, па је на Цетињу крајем 1941. формиран Градски одбор жена. Жене су биле биране у све сеоске и већину општинских Народноослободилачких одбора. Биране су и у среске Народноослободилачке одборе и извршавале су све задатке који су се постављали пред органе народне власти. Улога жене посебно је дошла до изражаја у партизанском санитету и уопште у здравственом просвећивању становништва. У Пиперима је августа 1941. одржан двомесечни санитетски курс који је похађало око 80 жена. Крајем 1941. и почетком 1942. одржавано је више оваквих курсева. На санитетским курсевима, поред стручне обуке коју су вршили лекари, одржавана су и политичка предавања. После завршетка курса, жене су упућиване у јединице и партизанске болнице. На слободној територији формиране су хигијенске комисије које су се бринуле о здравственој заштити и просвећивању у селима.
Велика активност посвећена је раду на просвећивању и описмењавању жена. Организовани су аналфабетски курсеви, одржаване разне приредбе и културне манифестације. А од 1942. организоване су прославе Међународног дана жена 8. марта. Италијанско-четничка офанзива против снага Народноослободилачког покрета у Црној Гори, у пролеће 1942. омела је даљу активност на слободним територијама. После повлачења главнине партизанских снага из Црне Горе, уследио је прогон и терор над присталицама Народноослободилачког покрета, укључујући ту и жене. Међу илегалцима, који су остављени по партијском задатку на окупураној територији, био је известан број жена које су деловале у врло тешким условима. У ситуацији масовног терора и страдања комуниста и родољуба у Црној Гори, жене су показивале изузетну храброст и спремност за борбу. Многе од њих су ухапшене и прогањане, а у току рата кроз окупаторске и квислиншке затворе и логоре прошло је укупно 12.108 жена. У логорима је умрла 71, а стрељане су или обешене 1.754 жене.
Поновним ослобођењем знатног дела територије Црне Горе, у лето 1943. пружиле су се могућности за обнову ранијих и стварање нових организација жена. Крајем јула 1943. у Шавничком срезу основани су срески и општински иницијативни одбори Антифашистичког фронта жена, а затим су и у другим срезовима наредног месеца одржани проширени састанци Покрајинског комитета КПЈ за Црну Гору и Боку, на којима је одлучено да се приступи оживљавању свих сектора партијског рада, па су одређени задаци у погледу стварања организација Антифашистичког фронта жена. Након капитулације Италије, септембра 1943. створени су још повољнији услови за развијање и организационо повезивање Антифашистичког фронта жена у Црној Гори. Основан је Главни иницијативни одбор АФЖ за Црну Гору и срески одбори АФЖ за Шавник, Никшић, Колашин и Беране, а за срезове Бијело Поље и Пљевља формирани су иницијативни одбори. У исто време организовани су окружни одбори за Подгорицу и Никшић, као и многи сеоски и општински одбори.
Конгрес Антифашистичког фронта жена Црне Горе и Боке, коме је присуствовало око 400 делегаткиња из свих крајева Црне Горе, одржан је 5. децембра 1943. у Колашину. На Конгресу је оцењен дотадашњи рад и одређени наредни задаци жена Црне Горе. Изабран је Главни одбор АФЖ за Црну Гору и Боку од 20 чланица. За председницу Главног одбора изабрана је Марија Митровић, а за секретара Лидија Јовановић. У Извршни одбор ушле су чланице: Даница Мариновић, Боса Ђуровић, Боса Пејовић, Добрила Ојданић и Ђина Прља. У току припрема за Конгрес повећана је активност женских организација, па је крајем 1943. у Антифашистичком фронту Црне Горе и Боке било учлањено око 100.000 жена.
После конгреса Антифашистичког фронта жена у Црној Гори, рад жена је био још свестранији. У јануару 1944. завршено је формирање одбора АФЖ на читавој слободној територији, а значајно је порастао број илегалних одбора у местима која је држао окупатор. Политичка и културно-просветна делатност тих одбора била је у сталном успону. Оживљавани су политички курсеви и многобројне манифестације на којима су жене упознаване са циљевима Народноослободилачке борбе и актуелним политичким догађајима у земљи и свету. На народним зборовима и митинзима, којима су масовно присуствовале жене, објашњаване су одлуке Другог заседања АВНОЈ-а. За прославу Међународног дана жена, 8. марта 1944, извршене су обимне припреме, умножена је и дељена брошура 8. март у којој је објашњен значај дана жена. У више места тим поводом одржавани су зборови на којима је учествовало неколико хиљада жена, које су испољавале своју приврженост слободи и спремност да се боре до победе.
Организације Антифашистичког фронта жена у Црној Гори највише су се ангажовале на припреми и слању нових бораца у Народноослободилачку војску (НОВЈ), на прикупљању добровољних прилога, изради обуће и одеће за војску, обради земљишта и збрињавању деце која су остала без родитеља. Половином 1944. извршена је реорганизација АФЖ и његов рад је постављен на широј платформи. Формирани су шири одбори АФЖ који су имали по неколико десетина чланова, што је допринело омасовљавању ове антифашистичке женске организације. Ослобођењем места насељених муслиманским становништвом, велика пажња је посвећена раду са Муслиманкама, и у тим крајевима формирани су одбори који су радили на окупљању и просвећивању жена. Децембра 1944. на подручју Плава и Гусиња одржане су 22 конференције на којима је учествовало 933 Муслиманки, а изабрани су и одбори АФЖ.
Антифашистички фронт жена Црне Горе и Боке у својим редовима је крајем 1944. имао око 50.000 жена, а од 1. априла 1944. почео је да издаје лист Наша жена. У току Народноослободилачког рата у Народноослободилачкој војсци и партизанским одредима Југославије учествовало је 2.546 жена из Црне Горе, од којих су 483 погинуле. За изузетну храброст и заслуге осам Црногорки одликовано је Орденом народног хероја.

### Војводина
Народноослободилачка борба у Војводини развијала се под специфичним условима, којима је била прилагођена и организација жена. Најразвијеније организације Антифашистичког фронта жена биле су у Срему, који је био центар ослободилачке борбе у Војводини. У почетку устанка, као и касније у току рата, жене су обезбеђивале смештај илегалаца и партизанских група и прикупљале санитетски и други материјал за потребе партизанских јединица. Средином 1942. устанак у Срему био је у пуном полету и тада је Окружни комитет КПЈ за Срем дао упутства среским комитетима КПЈ о стварању организација Антифашистичког фронта жена. Након тога приступило се формирању месних одбора, а до краја године створене су организације жена у ослобођеним селима и у неким местима где се морало радити у строгој илегали, као на пример у Земуну. У Старој Пазови је крајем 1942. поред одбора АФЖ основан и пододбор жена Словакиња.
Почетком 1943. приступило се одржавању среских конференција у Срему, а до маја су изабрани срески одбори АФЖ у земунском, румском, старопазовачком, сремскомитровачком, иришком и карловачком срезу. На полуослобођеној територији румског среза у селу Суботишту 31. маја 1943. одржана је Окружна конференција АФЖ за Срем. Из излагања појединих делегаткиња на конференцији видело се да је организација жена у Срему постигла значајне успехе. Било је села у којима су све жене ступиле у ову антифашистичку организацију. У резолуцији, која је тада донета, констатовано је да у организацији Антифашистичког фронта жена обухваћен сразмерно мали број Хрватица, Словакиња и Мађарица. На крају је изабран Окружни одбор АФЖ за Срем, у који су ушле председница Милева Савић Олга, секретар Србислава Ковачевић Марија и чланови Мира Милошевић, Душанка Јовановић Бранка, Душанка Јеремић Софија и Ивка Бобинец Милка. У новембру 1943. у срезовима источног Срема било је шест среских и 67 месних одбора АФЖ са око 13.500 организованих жена. Тада су жене у Срему организовале такмичање у прикупљању прилога за војвођанске бригаде у источној Босни. Сакупљане су све врсте намирница, а резултати су приказани у посебној брошури. Одбори АФЖ били су активни у раду на политичком и културно-просветном уздизању жена. У неким селима радили су аналфабетски курсеви које су водиле учитељице партизанских школа, а постојали су и женски хорови.
Чланице Иницијативног покрајинског одбора АФЖ за Војводину и Окружног одбора АФЖ за Срем припремиле су материјал за лист Војвођанка у борби, који је почео да излази у јануару 1944. у хиљаду примерака. У њему је сарађивало доста жена са села. Од јесени 1943. до пролећа 1944. у Срему су одржана четири кратка политичка курса кроз које је прошло 60 чланица месних и среских одбора АФЖ. У западном Срему организација Антифашистичког фронта жена се нешто спорије развијала. Окружна конференција АФЖ за западни Срем одржана је 25. септембра 1944. у Моровићу и на њој је изабран Окружни одбор од 19 чланица, међу којима је било Српкиња, Хрватица, Русинки и Словакиња. Председница је била Сата Милутиновић, а секретар Катица Васић.
У Војводини су у већим селима била изграђена склоништа (партизанске базе), у којима су се по потреби крили легалци и партизани, а служила су и за смештај пропагандног материјала, оружја и војничке опреме. Претежан део послова око одржавања склоништа, смештаја и исхране илегалаца припадао је женама. У јесен 1943. почело је рад на формирању организације Антифашистичког фронта жена у Банату, а после ослобођења у Бачкој. Око 80% жена укључило се у прве организације АФЖ у Банату. До краја 1944. у свих пет округа Бачке и Баната одржане су окружне конференције и изабрани су окружни одбори АФЖ. У Новом Саду је 1. и 2. јануара 1945. одржана Покрајинска конференција АФЖ на којој је изабран Покрајински одбор АФЖ за Војводину од 80 чланица, чији је председик била Мира Милошевић, а секретар Србислава Ковачевић Марија.

### Косово и Метохија
На почетку окупације Југославије 1941. у организацији Обласног комитета КПЈ за Косово и Метохију било је око 25 жена чланова КПЈ и кандидата. Упркос раду Комунистичке партије Југославије (КПЈ) на укључивању жена Албанки, Српкиња, Туркиња, Црногорски и др. у Народноослободилачки покрет (НОП), жене на Косову и Метохији су остале одвојене од покрета, јер се патријархални менталитет тамо највише осећао. Малобројне жене укључивале су се у рад организација НОП и то углавном оне чији су очеви, мужеви, синови или браћа активно учествовали у партизанском покрету или били чланови КПЈ. У партијским техникама у Приштини, Призрену, Урошевцу и Косовској Митровици у току рата радиле су и жене. За илегални рад на Косову и Метохији значајне су биле базе и склониште у појединим кућима, где су се у условима непрекидних прогона и претреса склањали илегалци. У њима су радиле партијске технике, а често су била и склоништа пропагандног материјала и оружја. Жене су имале посебну улогу у чувању тих склоништа, смештају илегалних партијских радника, држању страже и обављању курирских и обештених задатака.
У јесен 1941. у неким местима на Косову и Метохији формирани су одбори Народноослободилачког фонда (НОФ) у које се укључују жене. У то време у Ђаковици су основани активи жена, у Косовској Митровици среско руководство жена и подбори у рејонима, а у Пећи су формиране групе жена са којима су радили чланови КПЈ. Почетком 1942. у Пећи је основан Градски одбор жена и одбор жена у Витомирици, док су у другим градовима и селима деловале организоване групе жена. У току 1943. и 1944. формирани су сеоски, градски и срески одбори Антифашистичког фронта жена, а 20. марта 1945. одржана је у Приштини Обласна конференција Антифашистичког фронта на којој је избран први Обласни одбор АФЖ за Косово и Метохију, чији су Секретаријат сачињавле — председница Сабрије Вокши, потпредседник Милева Лалић, секретар Савка Ковачевић и чланови Фетија Барјакатри, Данка Бабовић, Менсуре Шаћири и Јелица Вучић.

## Активност АФЖ 1945—1953.

### 1945—1947.
По завршетку Другог светског рата у Југославији, у Београду је од 17. до 19. јуна 1945. одржан Први конгрес Антифашистичког фронта жена, коме је присуствовало преко 1.500 делегата. Конгресу је присуствовао и председник Привремене владе ДФЈ маршал Јосип Броз Тито, који је у свом говору истакао нове задатке АФЖ у мирнодопским условима — учвршћење народне власти, васпитање деце, учвршћење братства и јединства, изградња земље, рад на социјалном пољу, на збрињавању деце, на помоћи инвалидима и др. Од жена се захтевало да наставе борбу коју су водиле током рата, само се она тада односила на обнову земље. На Конгресу је изабран Централни одбор АФЖ од 84 чланице, као и његово Председништво у које су ушле — председница Спасенија Цана Бабовић, секретар Ванда Новосел и чланице: Марија Гржетић, Милица Дедијер, Благојка Демнијева, Мевла Јакуповић, Лидија Јовановић, Пепца Кардељ, Олга Креачић, Веселинка Малинска, Митра Митровић, Ката Пејновић, Боса Пејовић, Лепа Перовић, Перса Продановић, Милица Стојић и Вида Томшич.
Недуго након конгреса АФЖ, одржан је у Београду од 5. до 7. августа Први конгрес Народног фронта Југославије, на коме су донета основна програмска начела и утврђена линија унутрашње и спољне политике. Такође, усвојен је Статут организације, на основу кога је организацији промењен назив из дотадашњег Јединственог народноослободилачког фронта (ЈНОФ) у Народни фронт Југославије (НФЈ). У Народном фронту тада су биле заступљене и друге масовне друштвено-политичке организације — Јединствени синдикати радника и намештеника (ЈСРН), Уједињени савез антифашистичке омладине (УСАО) и Антифашистички фронт жена. На крају рада Конгреса изабран је Савезни одбор Народног фронта, у који су ушле — Цана Бабовић, Радмила Беговић, Анка Берус, Пепца Кардељ, Мара Нацева, Лепа Перовић, Стојна Стефкова, Стана Томашевић, Вида Томшич и Лидија Шентјурц. Стварање Народног фронта као јединствене политичке организације имало је за циљ да додатно оснажи положај Комунистичке партије (КПЈ) која је успела да од 1948. потисне остале политичке странке и учврсти свој монопол власти. Народни фронт постао је продужена рука КПЈ, преко кога је она управљала целокупним политичким, економским, културним и друштвеним животом. Иако је и даље формално био самостална организација, Антифашистички фронт жена је уласком у Народни фронт, постао његов део за рад са женама, задужен за старање о социјалном збрињавању деце, описмењавање и просвећивање жена у заосталим крајевима, као и разбијање верске затуцаности, патријархалних стега и примитивизма.
За Треће заседање АВНОЈ-а, одржано у Београду од 7. до 10. августа 1945, на коме је АВНОЈ прерастао у Привремену народну скупштину ДФЈ, изабрано је 368 већника, од чега су њих 17 биле жене (Јудита Аларгић, Цана Бабовић, Анка Берус, Маца Гржетић, Кика Дамњановић, Марија Иванчић, Марија Јордан, Радмила Манојловић, Љубинка Милосављевић, Митра Митровић, Мара Нацева, Ката Пејновић, Олга Петрушева, Мара Осолник, Нада Сремец, Љиљана Чаловска и Мица Шландер), док су Цана Бабовић и Нара Нацева изабране у Председништво АВНОЈ-а. Привремена народна скупштина усвојила је 11. августа Закон о избору народних посланика и Закон о бирачким списковима, према коме „бирачко право имају сви мушки и женски грађани Југославије који су навршили 18 година живота”.
Своје стечено бирачко право жене Југославије први пут су искористиле на изборима за Уставотворну скупштину одржаним 11. новембра 1945. године. Како је опозиција бојкотовала изборе, на њима је учествовала само листа Народног фронта Југолавије, која је добила 90,4%, док је „кутија без листе” добила 9,6% гласова. Тада изабрана Уставотворна скупштина имала је два већа — Савезну скупштину (348 посланика) и Скупштину народа (175 посланика) са укупно 523 посланика, од чега су 22 биле жене. У Савезну скупштину изабрано је 9 (Станка Веселинов, Кика Дамњановић, Милка Куфрин, Милка Минић, Љубинка Милосављевић, Мара Нацева, Вида Томшич, Елизабета Фрнтић и Боса Цветић), а у Скупштину народа 13 жена (Вера Ацева, Цана Бабовић, Анка Берус, Пепца Кардељ, Муча Кериме, Веселинка Малинска, Радмила Манојловић, Мира Милошевић, Митра Митровић, Зора Николић, Ката Пејновић, Љиљана Чаловска и Лидија Шентјурц). Усвајањем Устава ФНРЈ јануара 1946. утемељена је правна равноправност жена у Југославији, чиме су жене у законодавном смислу постале равноправни чланови друштвене заједнице.
Важан део деловања Антифашистичког фронта жена био је политички и културно-просветни рад, који је углавном био базиран на образовању и политичком придобијању жена. Описмењавање жена вршиле су групе организоване око среских организација АФЖ, које су преузимале одговорност за описмењавање у суседним селима. Упркос организованом раду, у руководству АФЖ владало је уверење да процес просвећивања жена није дао довољно добре резултате, па је на Првом пленуму АФЖ фебруара 1946. закључено да је неписменост и даље најозбиљнија препрека за сваки даљи рад међу женама. Такође, на Пленуму је изражена бојазан од скретања у феминизам, јер су се у рад АФЖ укључиле жене из предратних, хуманитарних организација.
Након што је Народна скупштина ФНРЈ 28. априла 1947. усвојила Први петогодишњи план развитка, АФЖ се као део Народног фронта, активно укључио у његово спровођење, а његов главни задатак био је да на курсевима објашњава женама шта тај план значи за њихов положај, да утиче на њих да се укључе у производњу, затим отварање дечјих установа за помоћ запосленој жени и укључивање сеоских жена у друштвено-политички живот.

### 1948—1953.
Други конгрес АФЖ одржан је од 25. до 27. јануара 1948. у Београду и на њему је од жена Југославије затражено ангажовање у привреди и извршењу Петогодишњег плана. Током Конгреса поднети су два реферата — О задацима антифашисткиња Југославије Цане Бабовић и О резултатима рада Антифашистичког фронта жена и неким организационим проблемима Ванде Новосел. На Конгресу је усвојен Статут АФЖ Југославије, према коме је АФЖ — „демократска антифашистичка организација, која је саставни део Нарадног фронта, окупља жене Југославије око програма Нароног фронта, развијајући најразноврсније форме рада међу женама, како би најшире масе жена што активније учествовале у друштвеном и привредном животу, у народној власти, у изградњи земље, ставарњу и организовању установа за мајку и дете и васпитању деце, као и свим другим задацима који се стављају пред жене у изградњи ФНР Југославије”. Последњег дана Конгрес је изабрао Централни и Извршни одбор, а на првој седници Централног одбора 31. јануара изабрано је руководство АФЖ — председница Вида Томшич, потпредседнице Милка Минић, Ката Пејновић, Мара Нацева и Деса Влаинић и секретари Ванда Новосел и Мара Радић.
Како би се остварио задати план развитка ФНРЈ очекивано је да се у његову реализацију укључе и сеоске жене, па је један од задатака активисткиња АФЖ био да међу њима пропагирају улазак у земљорадничке задруге. У циљу остварења плана, наглашавана је важност културно-просветног рада међу женама организовањем аналфабетских курсева, читалачких група, јер без образовања жена њихово учешће у производњи није могло дати очекиване резултате. Одлуке донете на Другом конгресу Народног фронта, одржаном септембра 1947, обавезивале су Антифашистички фронт жена да изврши мобилизацију жена за рад у индустрији и привреди, као и ширење мреже дечјих обданишта и рад на васпитавању деце.
Народни фронт Југославије је на свом Трећем конгресу, одржаном априла 1949. усвојио Програмску декларацију, којом је прихватио програм Комунистичке партије Југославије као свој и одредио КПЈ као водећу снагу друштва у оквиру Народног фронта. На Конгресу је наглашена улога Народног фронта у социјалистичкој изградњи земље и потреба да се међу народом развије што већа активност. У склау са овиме, АФЖ је на Трећем пленуму као најважнији задатак поставо рад на објашњавању партијске политике и активирање жена у оквиру Народног фронта.
Равноправност жена, призната у свим законским прописима, као и активно учешће у рату и изградњи земље, развијање бриге за мајку и децу – допринели су да се из године у годину повећавало учешће жена у друштвеном, економском и политичком животу. У току 1950. дошло је до стагнације, односно, повлачења жена како из друштвеног живота, тако и са функција које су обављале. Услед масовног отпуштања жена са посла, као и потешкоћа на које су наилазиле приликом запошљавања, у збрињавању деце док обављају радне дужности, због оптерећености жене кућним пословима, појавило се схватање како жена треба да се посвети само кући и васпитању деце, те да за њу није политички живот. Недовољна образованост и преоптерећеност радом, допринели су да на селу поново оживе стара патријархална схватања.
Трећи конгрес АФЖ одржан је 28. и 29. октобра 1950. у Загребу. Конгрес је протекао у знаку мобилизације женских организација за решавање проблема запослене жене. Уместо дотадашњег рада женских организација на развијању политичке активности код жена домаћица, постављени су задаци — брига за заштиту мајке, жене у производњи и државној служби и смелије увођење жена у јавне послове. У свом реферату, председница Вида Томшич указала је на недостатке који постоје у раду организације, као и на најважније задатке, међу којима је главни био рад на културно-просветном уздизању жена, који се одвијао у разноврсним формама — аналфабетски течајеви, читалачке групе, предавања, разни образовни и просветно-домаћички курсевима, семинари, које су организовали АФЖ, Народни фронт или народна власт. Према резолуцији донетој на Трећем конгресу, АФЖ је остао организација жена, али је истовремено постао секција Народног фронта, што је значило да политичким и културно-просветним радом руководи Народни фронт. На Конгресу је изабран Централни и Извршни одбор, као и руководство АФЖ — председница Вида Томшич, потпредседнице Боса Цветић, Ката Пејновић и Мара Нацева и секретар Марија Кош.

### Трансформација АФЖ
У периоду између Трећег и Четвртог конгреса Антифашистичког фронта жена, дошло је до промена у политичком, привредном и друштвено-политичком животу ФНР Југославије, које су се одразиле на рад женске организације. Већа самосталност локалних органа власти, извесна децентрализација и капмања за сузбијање бирократије изазвали су промене у раду друштвено-политичких организација. Новембра 1952. одржан је Шести конгрес КПЈ на коме је дошло до трансформације Комунистичке партије у Савез комуниста Југославије (СКЈ), а јануара 1953. одржан је Четврти конгрес Народног фронта на коме се он трансформисао у Социјалистички савез радног народа (ССРН). Конгрес Народног фронта бавио се између осталог и организационим питањем АФЖ. Тада је дато пуно признање организацији АФЖ, за њеном раду на уздизању и описмењавању жена, али је замерено организацији да није прилагођавала свој садржај развоју друштва, па је у многим крајевима рад са женама постао недовољан и тражио је промене.
Четврти конгрес АФЖ одржан је од 26. до 28. септембра 1953. у Београду. Отворила га је председница Вида Томшич, која је у Реферату место и улога женских организација одала пуно признање Антифашистичком фронту жена за његову улогу у Народноослободилачком рату и његовој послератној активности. Она је истакла да је АФЖ у протеклом времену као део Народног фронта радио на политичком васпитавању жена и решавао питања везана за положај жена. Другог дана Конгреса потпредседница Боса Цветић поднела је Реферат жена на селу и њена друштвена активност. У раду Конгреса учествовао је и Милован Ђилас, члан Секретаријата Извршног комитета ЦК СКЈ, а током тродневног рада расправљано је о месту и улози женских организацја у тадашњој етапи развитка социјалистичких друштвених односа, просвећивању жена и њиховом запошљавању у привреди и о неким организационим проблемима.
Последњег дана Конгреса усвојена је Резолуција о оснивању Савеза женских друштава, којом је Антифашистички фронт жена трансформисан у Савез женских друштава. Као главни разлог за ову промену наведено је да би постојање једне, једнообразне и једнако организоване женске организације „сувише издвајало жене из заједничких напора у решавању друштвених проблема, подржавало погрешно мишљење о томе да је питање положаја жене некакво одвојено женско питање, а не питање наше друштвене заједнице, питање свих бораца за социјализам“. На крају Конгреса изабран је Управни одбор Савеза женских друштава, који је на првој седници истог 28. септембра 1953. изабрао управу Савеза — председница Боса Цветић, потпредседница Мара Нацева и секретар Марија Кош.
Савез женских друштава Југославије (СЖД) није био чврста женска организација, као што је то раније био АФЖ, већ је био облик друштвеног деловања грађана на решавању специфичних питања, која нарочито интересују жене. Још на Четвртом конгресу Народног фронта, јануара 1953, усвојен је Статут Саоцијалистичког савеза радног народа који је предвиђао да се при основним организацијама ССРН могу формирати секције, а при одборима ССРН Комисије за рад са женама. Како су у оквиру АФЖ, у периоду између Трећег и Четвртог конгреса, формирана друштва за напредовање домаћинства, за просвећивање жена и мајки, за отварање дечјих установа, школских кухиња, за бригу о васпитавању школске деце и др, Савез женских друштава је обједињавао њихов рад на нивоу среза, града, области, покрајине, републике и федерације.
На конферецнији Савеза женских друштава, одржаној у Загребу од 19. до 21. априла 1961, расправљало се о низу питања друштвене активности жена, а нарочито о  образовању и запошљавању жена, њиховим проблемима у граду и на селу и о учешћу жена у органима друштвеног управљања. На Конференцији је уместо Савеза женских друштава, који је представљао само женску организацију, створена нова друштвена организација за рад са женама — Конференција за друштвену активност жена Југославије, која је представљала специјализоване трибине Социјалистичког савеза радног народа у свим друштвено-политичким заједницама.

## Конгреси и конференције
| Списак Конгреса и Конференција Антифашистичког фронта жена Југославије | Списак Конгреса и Конференција Антифашистичког фронта жена Југославије | Списак Конгреса и Конференција Антифашистичког фронта жена Југославије | Списак Конгреса и Конференција Антифашистичког фронта жена Југославије | Списак Конгреса и Конференција Антифашистичког фронта жена Југославије |
| датум                                                                  | скуп                                                                   | место                                                                  | број делегата                                                          | реф.                                                                   |
| ---------------------------------------------------------------------- | ---------------------------------------------------------------------- | ---------------------------------------------------------------------- | ---------------------------------------------------------------------- | ---------------------------------------------------------------------- |
| 8. децембар 1942.                                                      | Прва земаљска конференција АФЖ Југославије                             | Босански Петровац                                                      | 166                                                                    | [ 13 ]                                                                 |
| 17—19. јун 1945.                                                       | Први конгрес АФЖ Југославије                                           | Београд                                                                | 1.500                                                                  | [ 27 ] [ 55 ] [ 56 ] [ 57 ]                                            |
| 25—27. јануар 1948.                                                    | Други конгрес АФЖ Југославије                                          | Београд                                                                |                                                                        | [ 67 ] [ 68 ] [ 69 ] [ 70 ]                                            |
| 28—29. октобар 1950.                                                   | Трећи конгрес АФЖ Југославије                                          | Загреб                                                                 | 1.000                                                                  | [ 72 ] [ 74 ] [ 75 ] [ 76 ]                                            |
| 26—28. септембар 1953.                                                 | Четврти конгрес АФЖ Југославије                                        | Београд                                                                | 500                                                                    | [ 84 ] [ 77 ] [ 78 ]                                                   |

| датум                 | скуп                                                                            | место               | број делегата | реф.   |
| --------------------- | ------------------------------------------------------------------------------- | ------------------- | ------------- | ------ |
| Босна и Херцеговина   |                                                                                 |                     |               |        |
| 8—12. јун 1945.       | Први конгрес АФЖ Босне и Херцеговине                                            | Сарајево            | 1.300         | [ 21 ] |
| 12—13. јул 1947.      | Други конгрес АФЖ Босне и Херцеговине                                           | Сарајево            | 650           | [ 85 ] |
| Македонија            |                                                                                 |                     |               |        |
| 15. децембар 1944.    | Прва конференција АФЖ Македоније                                                | Скопље              |               | [ 25 ] |
| 30. јун—1. јул 1946.  | Први конгрес АФЖ Македоније                                                     | Скопље              |               | [ 86 ] |
| 27—28. јун 1948.      | Други конгрес АФЖ Македоније                                                    | Скопље              |               | [ 87 ] |
| Словенија             |                                                                                 |                     |               |        |
| 17. октобар 1943.     | Први конгрес Словеначког антифашистичког женског савеза                         | Добрнич, код Требња |               | [ 88 ] |
| 9—10. јун 1945.       | Други конгрес Словеначког антифашистичког женског савеза                        | Љубљана             |               | [ 27 ] |
| 12—13. децембар 1948. | Трећи конгрес АФЖ Словеније                                                     | Љубљана             |               | [ 89 ] |
| 15—16. новембар 1952. | Четврти конгрес АФЖ Словеније                                                   | Љубљана             |               | [ 90 ] |
| Србија                |                                                                                 |                     |               |        |
| 1—2. јануар 1945.     | Покрајинска конференција АФЖ Војводине                                          | Нови Сад            |               | [ 52 ] |
| 28—29. јануар 1945.   | Први антифашистички митинг жена Србије (имао значај конгреса)                   | Београд             |               | [ 30 ] |
| 18. април 1948.       | Покрајинска конференција АФЖ Србије за Војводину                                | Нови Сад            | 650           | [ 91 ] |
| 25—27. април 1948.    | Други конгрес АФЖ Србије                                                        | Београд             |               | [ 92 ] |
| 17. децембар 1950.    | Четврта покрајинска конференција АФЖ Србије за Војводину                        | Нови Сад            | 268           | [ 93 ] |
| Хрватска              |                                                                                 |                     |               |        |
| 11—13. јун 1943.      | Прва конференција АФЖ Хрватске                                                  | Оточац              | 80            | [ 44 ] |
| 21—23. јул 1945.      | Први конгрес АФЖ Хрватске                                                       | Загреб              |               | [ 45 ] |
| 10—11. јул 1949.      | Други конгрес АФЖ Хрватске                                                      | Загреб              |               | [ 94 ] |
| Црна Гора             |                                                                                 |                     |               |        |
| 5. децембар 1943.     | Први конгрес Антифашистичког фронта жена Црне Горе и Боке                       | Колашин             |               | [ 48 ] |
| 12—13. октобар 1947.  | Прва конференција Антифашистичког фронта жена Црне Горе (имала значај конгреса) | Цетиње              |               | [ 95 ] |
| 23—24. мај 1949.      | Трећи конгрес Антифашистичког фронта жена Црне Горе                             | Цетиње              | 360           | [ 96 ] |

## Председнце АФЖ
| Списак председница Антифашистичког фронта жена Југославије | Списак председница Антифашистичког фронта жена Југославије | Списак председница Антифашистичког фронта жена Југославије | Списак председница Антифашистичког фронта жена Југославије | Списак председница Антифашистичког фронта жена Југославије | Списак председница Антифашистичког фронта жена Југославије | Списак председница Антифашистичког фронта жена Југославије | Списак председница Антифашистичког фронта жена Југославије | Списак председница Антифашистичког фронта жена Југославије |
| сазив                                                      | скуп                                                       | број                                                       | фото                                                       | име и презиме                                              | почетак мандата                                            | крај мандата                                               | трајање мандата                                            | реф.                                                       |
| ---------------------------------------------------------- | ---------------------------------------------------------- | ---------------------------------------------------------- | ---------------------------------------------------------- | ---------------------------------------------------------- | ---------------------------------------------------------- | ---------------------------------------------------------- | ---------------------------------------------------------- | ---------------------------------------------------------- |
| 1942—1945.                                                 | Оснивачка конференција                                     | 1                                                          |                                                            | Ката Пејновић 1899—1966                                    | 8. децембар 1942.                                          | 19. јун 1945.                                              | 2 године, 193 дана                                         | [ 13 ]                                                     |
| 1945—1948.                                                 | Први конгрес                                               | 2                                                          |                                                            | Спасенија Бабовић 1907—1977                                | 19. јун 1945.                                              | 31. јануар 1948.                                           | 2 године, 226 дана                                         | [ 27 ]                                                     |
| 1948—1950.                                                 | Други конгрес                                              | 3                                                          |                                                            | Вида Томшич 1913—1998                                      | 31. јануар 1948.                                           | 29. октобар 1950.                                          | 5 година, 240 дана                                         | [ 67 ] [ 70 ]                                              |
| 1950—1953.                                                 | Трећи конгрес                                              | 3                                                          | 29. октобар 1950.                                          | Вида Томшич 1913—1998                                      | 28. септембар 1953.                                        | [ 72 ]                                                     | 5 година, 240 дана                                         |                                                            |

| организација            | рб | име и презиме               | почетак мандата    | крај мандата        | трајање мандата    | реф.   |
| ----------------------- | -- | --------------------------- | ------------------ | ------------------- | ------------------ | ------ |
| АФЖ Босне и Херцеговине | 1  | Радмила Беговић             | 12. јун 1945.      | 13. јул 1947.       | 2 године, 313 дана | [ 21 ] |
| АФЖ Босне и Херцеговине | 1  | Радмила Беговић             | 13. јул 1947.      | 20. април 1948.     | 2 године, 313 дана | [ 85 ] |
| АФЖ Босне и Херцеговине | 2  | Душанка Ковачевић 1917—1985 | 20. април 1948.    | 28. септембар 1953. | 5 година, 161 дан  |        |
|                         |    |                             |                    |                     |                    |        |
| АФЖ Македоније          | 1  | Васка Циривири 1898—1984    | 15. децембар 1944. | 1. јул 1946.        | 3 године, 196 дана | [ 25 ] |
| АФЖ Македоније          | 1  | Васка Циривири 1898—1984    | 1. јул 1946.       | 28. јун 1948.       | 3 године, 196 дана | [ 86 ] |
| АФЖ Македоније          | 2  | Љиљана Манева 1917—2012     | 28. јун 1948.      | 28. септембар 1953. | 5 година, 92 дана  | [ 87 ] |
|                         |    |                             |                    |                     |                    |        |
| АФЖ Словеније           | 1  | Ангела Оцепек 1912—1959     | 17. октобар 1943.  | 10. јун 1945.       | 9 година, 346 дана | [ 88 ] |
| АФЖ Словеније           | 1  | Ангела Оцепек 1912—1959     | 10. јун 1945.      | 13. децембар 1948.  | 9 година, 346 дана | [ 27 ] |
| АФЖ Словеније           | 1  | Ангела Оцепек 1912—1959     | 13. децембар 1948. | 16. новембар 1952.  | 9 година, 346 дана | [ 89 ] |
| АФЖ Словеније           | 1  | Ангела Оцепек 1912—1959     | 16. новембар 1952. | 28. септембар 1953. | 9 година, 346 дана | [ 90 ] |
|                         |    |                             |                    |                     |                    |        |
| АФЖ Србије              | 1  | Ружа Прибићевић 1890—1968   | 29. јануар 1945.   | 27. април 1948.     | 3 године, 89 дана  | [ 30 ] |
| АФЖ Србије              | 2  | Јудита Аларгић 1917—2011    | 27. април 1948.    | 28. септембар 1953. | 5 година, 154 дана | [ 92 ] |
|                         |    |                             |                    |                     |                    |        |
| АФЖ Хрватске            | 1  | Марија Гржетић 1912—1991    | 13. јун 1943.      | 23. јул 1945.       | 6 година, 28 дана  | [ 44 ] |
| АФЖ Хрватске            | 1  | Марија Гржетић 1912—1991    | 23. јул 1945.      | 11. јул 1949.       | 6 година, 28 дана  | [ 45 ] |
| АФЖ Хрватске            | 2  | Сока Крајачић 1917—1978     | 11. јул 1949.      | 28. септембар 1953. | 4 године, 79 дана  | [ 94 ] |
|                         |    |                             |                    |                     |                    |        |
| АФЖ Црне Горе           | 1  | Марија Митровић 1881—1975   | 5. децембар 1943.  | 14. октобар 1947.   | 3 године, 313 дана | [ 48 ] |
| АФЖ Црне Горе           | 1  | Лидија Јовановић 1914—2015  | 14. октобар 1947.  | 24. мај 1949.       | 5 година, 349 дана | [ 95 ] |
| АФЖ Црне Горе           | 1  | Лидија Јовановић 1914—2015  | 24. мај 1949.      | 28. септембар 1953. | 5 година, 349 дана | [ 96 ] |

## Кратка хронологија
| датум                  | догађај | реф.    |
| ---------------------- | --- | ------- |
| 21. јул 1941.          | У Беранама одржана Скупштина народних представника на којој је изабран Срески одбор народног ослобођења од 21 члана, међу којима су биле и две жене. На Скупштини је учествовало 217 делегата, који су изабрани на народним скуповима, на којима су по први пут у историји Црне Горе гласале жене. | [ 97 ]  |
| 21. август 1941.       | У Дрвару оджрана прва велика конференција жена са ширег дрварског подручја (први јавни женски политички скуп у Босни и Херцеговини). | [ 98 ]  |
| 2. фебруар 1942.       | У Фочи Врховни штаб НОП и ДВЈ објавио низ докумената (Фочански прописи) са упутствима о раду „народне власти”. Према којима изборно право поред мушкараца имају и жене, као и право на избор у Народноослободилачке одборе (НОО).                                                                  | [ 99 ]  |
| 25. август 1942.       | У Трнавцу, код Плитвичких Језера, формирана Прва женска партизанска чета од 75 омладинки из Лике (прва женска јединица у НОВЈ; касније су у Лици формиране још три женске чете). | [ 100 ] |
| 15. септембар 1942.    | У Шаламунићу, код Коренице одржана Прва окружна конференција АФЖ за Лику, на којој је за председницу Окружног одбора изабрана Ката Пејновић (прва окружна конферецнија АФЖ у Хрватској). | [ 38 ]  |
| 6—8. децембар 1942.    | У Босанском Петровцу одржана Прва земаљска конференција Антифашистичког фронта жена Југославије, уз учешће 166 делегата. Изабран је Централни одбор АФЖ, за чију је председницу изабрана Ката Пејновић.                                                                                            | [ 13 ]  |
| јануар 1943.           | У Дринићу, код Босанског Петровца, у штампарији Врховног штаба НОВ и ПОЈ штампан први број листа Жена данас, органа АФЖ Југославије | [ 101 ] |
| 8. март 1943.          | у Оточцу у штампарији ОК КПХ за Лику штампан први број листа Жена у борби, који је издавао Антифашистички одбор жена Лике и био први женски лист у Хрватској. Јуна 1943. променио је назив у Личанка у борби.                                                                                      | [ 102 ] |
| 31. мај 1943.          | У Суботишту, код Пећинаца, одржана Окружна конференција АФЖ за Срем, на којој је за председницу изабрана Мира Милошевић (прва окружна конференција АФЖ у Војводини). | [ 103 ] |
| 1. јун 1943.           | У Оточцу почео да излази лист Жена у борби, орган АФЖ Хрватске. | [ 103 ] |
| 11—13. јун 1943.       | У Оточцу одржана Прва конференција Антифашистичког фронта жена Хрватске, на којој је изабан Главни одбор, чија је председница била Марија Гржетић. | [ 44 ]  |
| 5—6. септембар 1943.   | У Подгрмечу оржана Прва обласна конференција АФЖ за Босанску Крајину (прва обласна конференција АФЖ у БиХ). | [ 104 ] |
| 17. октобар 1943.      | У Добрничу, код Требња одржан Први конгрес Словеначког антифашистичког женског савеза (СПЖЗ), на коме је за председницу изабрана Ангела Оцепек. | [ 88 ]  |
| 25—26. октобар 1943.   | У Јајцу одржана проширена седница Централног одбора АФЖ Југославије на којој је овај одбор допуњен са 23 нове чланице. | [ 14 ]  |
| 29—30. новембар 1943.  | У Јајцу одржано Друго заседање АВНОЈ-а. Међу 269 изабраних већника АВНОЈ-а било је 11 жена, док је на претходном Првом заседању у Бихаћу, међу изабраних 78 већника била само једна жена. | [ 105 ] |
| 5. децембар 1943.      | У Колашину одржан Први конгрес Антифашистичког фронта жена Црне Горе и Боке, на коме је изабран Главни одбор, чија је председница била Лидија Јовановић. | [ 48 ]  |
| 1. април 1944.         | Почео да излази лист Наша жена орган АФЖ Црне Горе и Боке. | [ 106 ] |
| октобар 1944.          | У Битољу почео да излази лист Македонка орган АФЖ Македоније. | [ 107 ] |
| 15. децембар 1944.     | У Скопљу одржана Прва конференција Антифашистичког фронта жена Македоније, на којој је изабран Главни одбор, чија је председница била Васка Циривири. | [ 25 ]  |
| 1—2. јануар 1945.      | У Новом Саду одржана Покрајинска конференција Антифашистичког фронта жена Војводине на којој је изабран Покрајински одбор, чија је председица била Мира Милошевић. | [ 52 ]  |
| 28—29. јануар 1945.    | У Београду одржан Први антифашистички митинг жена Србије, на коме је изабран Главни одбор, чија је председница била Цана Бабовић. Истог дана почео је да излази лист Зора, орган АФЖ Србије. | [ 30 ]  |
| 29. јануар 1945.       | Председништво АВНОЈ-а одликовало Антфашистички фронт жена Орденом народног ослобођења. | [ 18 ]  |
| 20. март 1945.         | У Приштини одржана Обласна конференција Антифашистичког фронта Косова и Метофије, на којој је избран Обласни одбор, чија је председница била Сабрије Вокши. | [ 53 ]  |
| 8—9. јун 1945.         | У Љубљани одржан Други конгрес Словеначког антифашистичког женског савеза (СПЖЗ), на коме је изабран Главни одбор, чија је председница поново била Ангела Оцепек. | [ 27 ]  |
| 8—12. јун 1945.        | У Сарајеву одржан Први конгрес Антифашистичког фронта жена Босне и Херцеговине, на коме је изабран Главни одбор, чија је председница била Радмила Беговић. | [ 21 ]  |
| 17—18. јун 1945.       | У Београду одржан Први конгрес АФЖ Југославије, уз присуство 1.500 делегата, на коме је изабран нови Централни одбор АФЖ, чији је председник била Цана Бабовић. | [ 27 ]  |
| 21—23. јул 1945.       | У Загребу одржан Први конгрес АФЖ Хрватске, на коме је изабран нови Главни одбор, чија је председница поново била Марија Гржетић. | [ 45 ]  |
| 11. август 1945.       | Привремена народна скупштина ДФЈ донела Закон о избору народних посланика и Закон о бирачким списковима којима су жене старије од 18 година стекле бирачко право. | [ 59 ]  |
| 11. новембар 1945.     | Одржани избори за Уставотворну скупштину ДФЈ на коме су жене Југославије по први пут искористиле своје бирачко право. Међу тада изабраних 523 народних посланика биле су 22 жене. | [ 63 ]  |
| 25—27. јануар 1948.    | У Београду одржан Други конгрес АФЖ Југославије, на коме је изабран нови Централни одбор, за чију је председницу изабрана Вида Томшич. | [ 67 ]  |
| 28—29. октобар 1950.   | У Загребу одржан Трећи конгрес АФЖ Југославије, уз присуство 1.000 делегата, на коме је изабран нови Централни одбор, чија је председница поново била Вида Томшич. | [ 72 ]  |
| 26—28. септембар 1953. | У Београду одржан Четврти конгрес АФЖ Југославије на коме је усвојена Резолуција којом је ова организација променила назив у Савез женских друштава Југославије. | [ 84 ]  |

## Галерија
- Графика Жена кроз борбу
- Скуп жена у Личком Читлуку 1941.
- Жена у борби гласило АФЖ Хрватске
- Жене носе храну партизанима на Динари, 1943.
- Деса Карановић борац Четврте пролетерске бригаде
- АФЖ у Пустој Реци 1943.
- Предизборни плакат из 1950.
- Плакат поводом 8. марта
- Партизанка Вида Страменковић Ивановић
- Предизборни плакат: Словенко слободна си и први пут ћеш гласати
- Састанак АФЖ у Пироту 1944.
- Плакат за Трећи конгрес АФЖ Црне Горе 1949.
- Учешће жена у обнови и изградњи земље
- Плакат за Други конгрес АФЖ Хрватске 1949.
- Митинг АФЖ у Приштини 8. марта 1945.